# 富兰克林·皮尔斯
富兰克林·皮尔斯（英語：Franklin Pierce，1804年11月23日—1869年10月8日）是第14任美国总统，1853至1857年任职。他身为北方民主党人，认为废奴运动从根本上威胁国家统一。他支持并签署《堪薩斯-內布拉斯加法》、执行《逃奴法》等举措未能阻止南北冲突，还开罪反奴团体，最后南方在1861年脱离联邦并挑起南北战争。
皮尔斯生于新罕布什尔州，在美国众议院和参议院任职直至1842年辞职。他的律师事业风生水起，1845年当上联邦检察官。他投身美墨戰爭，官拜准将。参加1852年提名大会的民主党人把他视为团结南北利益的折衷人选，在第49轮投票推举他竞选总统。皮尔斯与竞选搭挡威廉·鲁福斯·金在1852年大选轻取辉格党对手温菲尔德·斯科特与威廉·亚历山大·格雷厄姆。
皮尔斯入主白宫后既想在任命公务员时维持中立标准，又要提携民主党所有派系，结果裡外不是人，许多党内同胞站到对立面。他是力图扩张的青年美国运动人士，推动蓋茲登購地获取墨西哥土地，后向西班牙购买古巴未果。皮尔斯与英日签署贸易条约，内阁改革国家部委并改善责任制，但他任内的政治冲突为成绩蒙上阴影。皮尔斯支持导致密苏里妥协作废的《堪薩斯-內布拉斯加法案》，在北方州份民望大跌，但南方白人继续支持。法案令美国西部奴隶制扩张问题走向暴力冲突。皮尔斯政府外交官发布奥斯坦德宣言呼吁兼并古巴，引来严厉谴责，政府威信受损。他满心以为能在1856年获民主党支持连任，但被党派抛弃后未获提名。南北战争期间，他直言批评亚伯拉罕·林肯总统，以致在北方的声誉进一步受损。
基本上皮尔斯颇具人气、为人开朗，但婚姻生活充满不幸。夫人简长期疾病缠身且受抑郁症折磨，三个孩子都早早夭折，最后一个孩子在他就职总统前不久死于火车事故。皮尔斯长期酗酒，1869年死于肝硬化。史学家与学者在为美国总统排名时无论成就还是后世记忆都把皮尔斯排在倒数。

## 早年经历和家庭

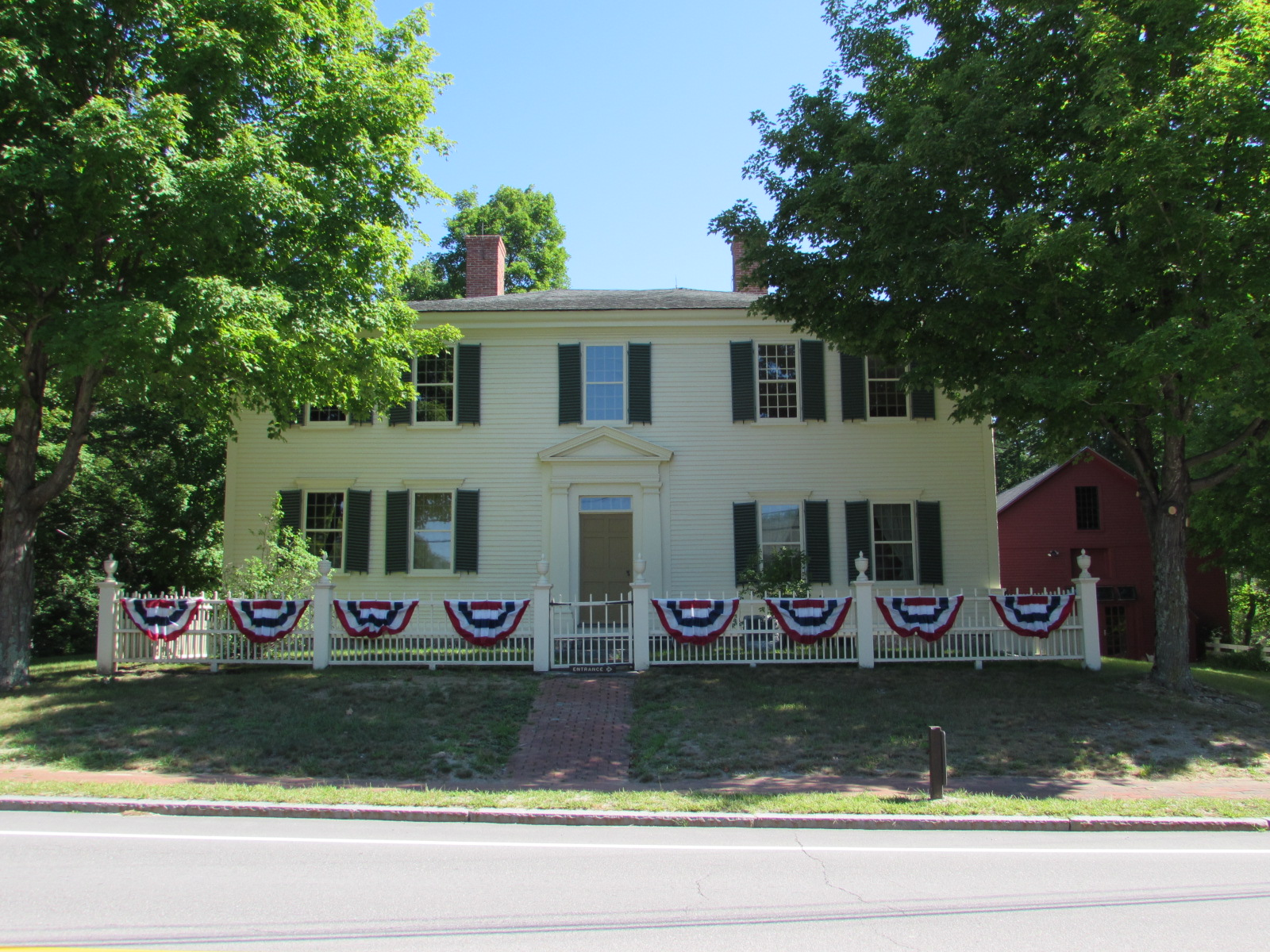
传主在新罕布什尔州希尔斯堡的富兰克林·皮尔斯宅邸长大，此地现属美国国家历史名胜。房子在建时他在附近木屋出生

### 童年和教育
富兰克林·皮尔斯1804年11月23日在新罕布什尔州希尔斯伯勒县希尔斯堡出生，父亲本杰明·皮尔斯是美國獨立戰爭中尉，战争结束后从马萨诸塞州米德尔塞克斯县切尔姆斯福德迁居希尔斯堡并买下20公顷土地，原配夫人伊丽莎白·安德鲁斯死于分娩，只留下一女。本杰明续弦安娜·肯德里克，两人育有八个孩子，富兰克林排第五。皮尔斯氏祖上源自英格兰，托马斯·皮尔斯1634年从諾里奇移居馬薩諸塞灣殖民地，传到富兰克林已是第六代。本杰明是知名民主共和黨人，务农、经营酒馆之余还担任州议员。富兰克林还小时父亲积极参与州政治，两个哥哥投身1812年战争，公共事务和军事对他童年影响很大。
父亲确保子嗣接受教育，把童年时期的富兰克林送到希尔斯堡中心学府，孩子12岁时又送到汉考克的学校。小富兰克林不喜欢上学，在汉考克时非常想家，一度在周日步行19公里回家。父亲只让孩子在家吃过晚饭就返回，而且没把孩子送到学校，半路就叫他下车冒着雷雨步行回校。皮尔斯后称这是“我人生的转折点”。同年转至菲利普斯埃克塞特学院念大学预科的皮尔斯在他人眼中很有风度，有时甚至容易引来行为不端的争议。

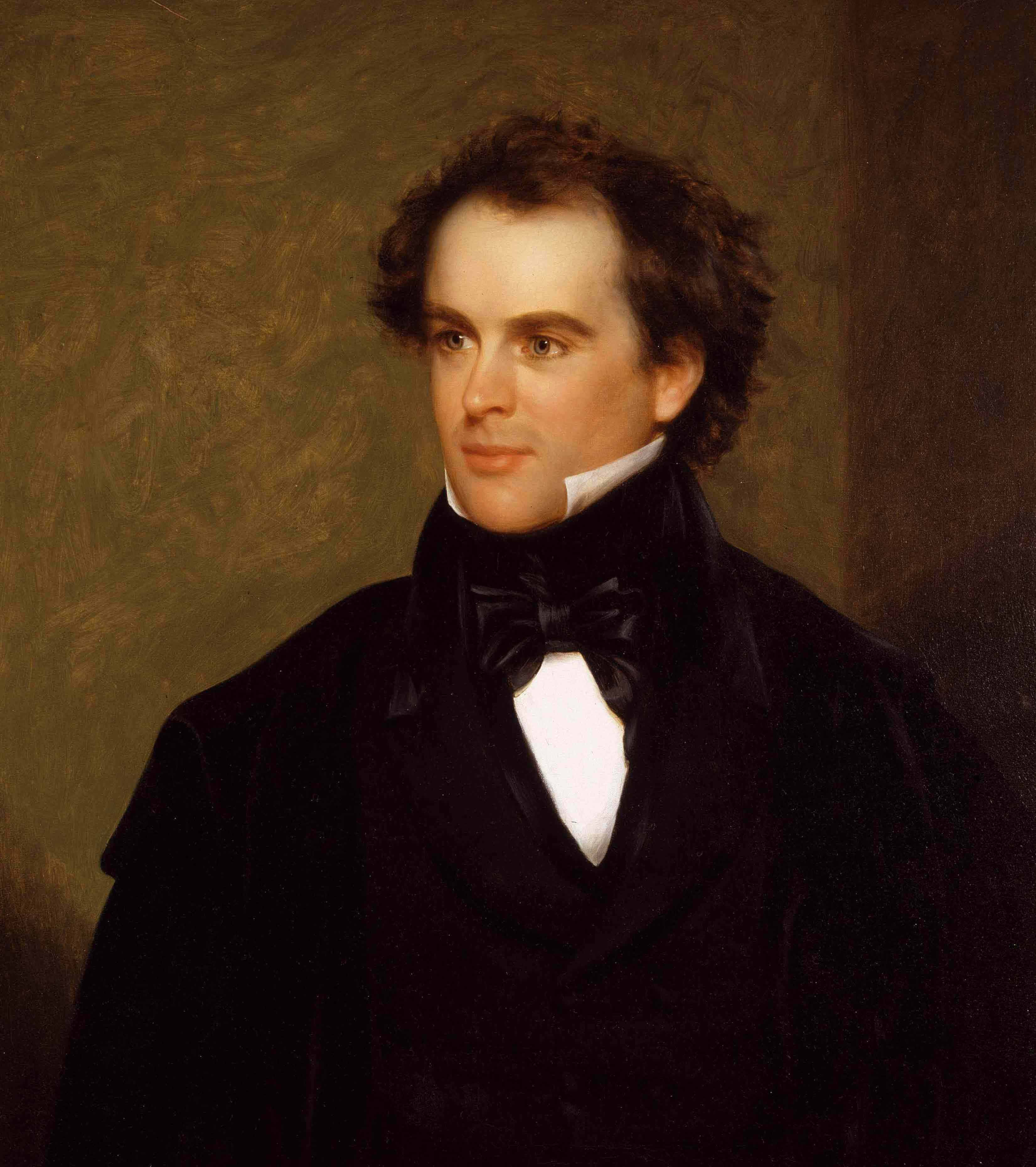
小说家纳撒尼尔·霍桑是皮尔斯的终生好友，为支持后者1852年竞选总统撰写热情洋溢的传记《富兰克林·皮尔生平》

1820年秋，皮尔斯与另外18名新生进入缅因州坎伯兰县布伦瑞克的鲍登学院。他加入进步文学社团雅典学会，一同进入的除该州未来联邦众议员乔纳森·西利外，还有皮尔斯的终身好友纳撒尼尔·霍桑。两年后他的成绩一度在班上垫底，随后奋发图强，1824年在14人组成的毕业班以第五名毕业。约翰·黑尔在皮尔斯大三那年进入鲍登学院，一度成为皮尔斯的政治盟友，最后变成对手。皮尔斯大三时组织并引领非正式民兵团体“鲍登候补军官”，西利与霍桑加入。他们在校长官邸附近校园演习，噪音引起不满，校长要求停止。学生不服并罢课，皮尔斯很可能是带头人。他在鲍登学院的最后一年有几个月在牛津县希伯仑学院教书，拿到人生第一份薪水，教导的学生包括未来联邦众议员约翰·佩里。
新罕布什尔州前州长利瓦伊·伍德伯里住在朴茨茅斯，是皮尔斯家族好友，富兰克林曾短暂向他学法律。皮尔斯随后在马萨诸塞州北安普敦的北安普敦法学院深造一学期，1826至1827年又拜入新罕布什尔州希尔斯伯勒县阿默斯特埃德蒙·帕克法官门下。1827年下半年，皮尔斯通过新罕布什尔州律师资格考试，开始在希尔斯堡执业。他接手的第一起案子失利，但很快就证明实力。皮尔斯始终算不上博闻强记的法律学者，但他总能记住姓名和面孔，结合个人魅力与深沉嗓声，令事业如鱼得水。。瑪麗·貝克·艾迪的二哥阿尔伯特·巴克曾向皮尔斯学法律，两人在希尔斯堡合伙经营律师事务所。

### 州政坛
1824年，新罕布什尔州已是党派斗争温床，伍德伯里、艾萨克·希尔之流为支持安德鲁·杰克逊将军的民主党奠定基础，与在任总统约翰·昆西·亚当斯为首的老牌实力政党聯邦黨（及后续的国家共和党）分庭抗礼。新罕布什尔州民主党的工作在1827年取得重大成果，亲杰克逊候选人本杰明·皮尔斯赢得亚当斯派系支持，在基本上无人反对的情况下当选州长。富兰克林此时刚走上律师道路，但随亚当斯与杰克逊争雄的1828年总统大选临近也全情卷入政坛。本杰明在1828年3月的州选举失去亚当斯派系支持后下台，但富兰克林首度参加选举便凯旋而归，当上希尔斯堡调停人，此后又连任五年。
皮尔斯在选区内积极为杰克逊竞选，后者虽在1828年11月的选举没能赢得新罕布什尔州，但拿下皮尔斯所在选区，并在全国范围以大幅优势胜出。民主党实力大振，皮尔斯次年首度当上议员，在新罕布什尔州众议院代表希尔斯堡。他的父亲也再度当选州长，任期结束后退休。1829年皮尔斯获选执掌州众议院教育委员会，第二年又执掌城镇委员会。1831年民主党已占据州议会多数席位，皮尔斯当选众议院议长，年仅27岁便是新罕布什尔州民主党的耀眼新星。他借机反对银行业扩张，主张保护州民兵，倡议支持国家民主党和杰克逊竞选连任。政坛和事业早早顺风顺水之余，皮尔斯的私人信件对单身生活颇感遗憾，不希望生活从此局限在希尔斯堡。
新罕布什尔州所有18至45岁白人男子都是州民兵，皮尔斯也不例外，1831年选为塞缪尔·丁斯莫尔州长副官。他在民兵队服役到1847年，官拜上校，后在美墨戰爭当上陆军准将。1812年战争已过去多年，州民兵越来越死气沉沉，决心重振和改革的皮尔斯与佛蒙特州军校诺威奇大学校长奥尔登·帕特里奇，教员兼民兵军官杜鲁门·兰索姆、阿隆佐·杰克曼合作加大征兵力度，改善军训和军备。1841至1859年皮尔斯在诺威奇大学董事会任职，1853年获该校名誉法学博士学位。
1832年下半年，民主党大会提名皮尔斯竞选新罕布什尔州的五个联邦众议员席位。此时国家共和党在政坛失势，辉格党还不成气候，民主党候选人可谓十拿九稳。同年杰克逊以压倒优势连任，进一步提升民主党实力。新罕布什尔州的政治地位趋于边缘化，但从1832年开始直到19世纪50年代中期都是民主党在北方最稳固的票仓，成了皮尔斯从政生涯的重要助力。皮尔斯的众议员任期在1833年3月开始，但要到12月国会开幕才宣誓就职。此时他刚刚订婚并在希尔斯堡首度买房，精力主要关注私事。1833年中期杰克逊总统到访新罕布什尔州，皮尔斯父子与其他名流迎接。

### 婚姻与后代

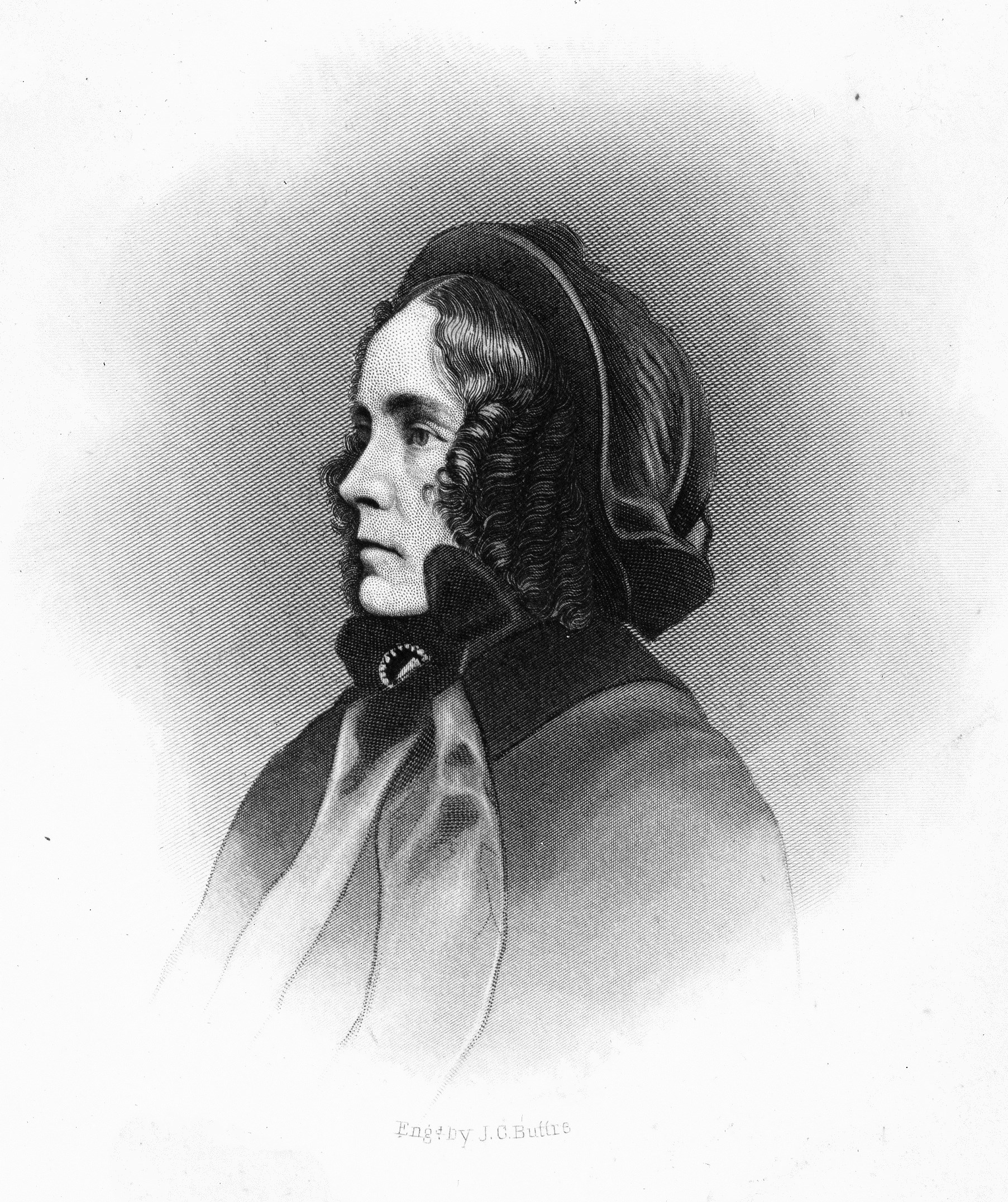
简·皮尔斯为人虔诚矜持，在许多方面和丈夫截然相反

1834年11月19日，皮尔斯迎娶公理会神职人员杰西·阿普尔顿与伊丽莎白·明斯之女简·明斯·阿普尔顿（1806年3月12日至1863年12月2日）。阿普尔顿氏属辉格党名门，与皮尔斯出身的民主党世家相反。简为人腼腆虔诚，支持禁酒，鼓动皮尔斯戒酒。她身体不好，一直受结核病和心理疾患困扰，而且讨厌政治，对哥伦比亚特区尤为反感，皮尔斯的从政生涯长期蒙上紧张气氛阴影。
简·皮尔斯不喜欢希尔斯堡，夫妻俩1838年迁居州首府康科德。两人所育三子都早早夭折：小富兰克林（1836年2月2至5日）出生三天便去世，弗兰克·罗伯特（1839年8月27日至1843年11月14日）四岁死于流行性斑疹伤寒，本杰明（1841年4月13日至1853年1月6日）11岁在安多弗死于火车事故。

## 国会生涯

### 联邦众议员
皮尔斯在1833年11月赶往哥伦比亚特区，前去参加12月2日按期召开的第23届国会。此时杰克逊已经连任，民主党在众议院优势显著，力主阻止美国第二银行续约。新成立的辉格党在国会推动续约法案，被皮尔斯等民主党人否决，银行特许状过期。皮尔斯不会完全遵从党派立场，反对以联邦资金投入境内改进的民主党法案。他认为第二银行和基础设施投入都有违宪法，境内改进属各州职责。从立法角度来看，皮尔斯第一个任期古井无波，1835年3月轻松连任。不在国会山时他继续当律师，1835年12月返回首都参加第24届国会。
废奴运动19世纪30年代声势见长，反奴隶制团体要求在国家层面立法限制奴隶制的请愿书如潮水般涌向国会。皮尔斯本人从道德层面反对奴隶制，但从一开始就反感废奴人士的“煽动”；皮尔斯认为联邦政府限制奴隶制侵犯南方州权，亦认为废奴人士把政治对手当成罪人使其对如此的“政治偏见”颇感厌烦。他表示：“我认为奴隶制属于社会和政治罪恶，而且无比真心地希望它从未在地球存在”，但又在1835年12月写道：“对于明智人士来说可谓显而易见，必须粉碎废奴运动，否则联邦就会完蛋”。
南卡罗来纳州议员詹姆斯·亨利·哈蒙德想阻止反奴隶制请愿书送到众议院，而皮尔斯主张保障废奴人士的请愿权。不过他支持1836年众议院通过后人称封口令的第21条规则，国会接到请愿书后可以不宣读、不考虑。新罕布什尔州反奴隶制的《自由先驱报》抨击波尔斯是懦弱的“面团脸”，身为北方人却与南方一个鼻孔出气。皮尔斯曾表示，反奴隶制的新罕布什尔州人不到五百分之一，《自由先驱报》发文并附该州签名请愿人数，对比1830年人口普查居民数的比例是1比33。南卡罗来纳州联邦参议员约翰·卡德威尔·卡尔霍恩在参议院宣读文章，以期证明新罕布什尔州是废奴运动温床，皮尔斯愤怒地指出签名人基本上都是无权投票的妇女和儿童，1比33之说未必可信，卡尔霍恩随后道歉。

### 联邦参议员

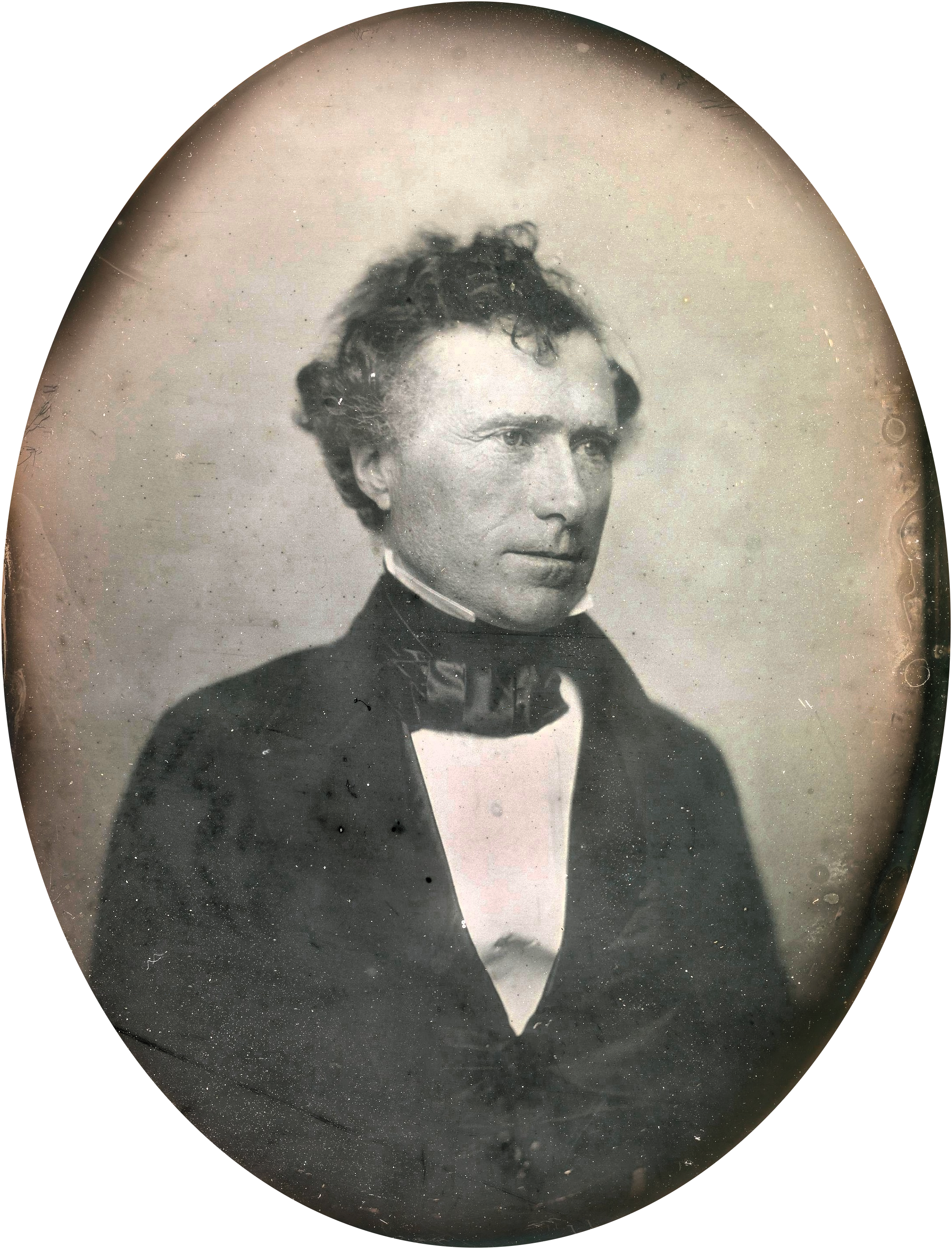
1852年的皮尔斯

艾萨克·希尔当选新罕布什尔州长后于1836年5月辞去联邦参议员职务，距1837年3月任期结束还有大半年，州议会需选派替补人选，随后还要推举下一届六年任期人选。黑尔曾与皮尔斯一起加入鲍登学院雅典学会，全力支持后者当联邦参议员。经过大量辩论，州议会选择约翰·佩奇接手希尔剩下的任期。1836年12月，皮尔斯赢得六年完整任期，1837年3月上任时还只有32岁，在美国历史上都是非常年轻的联邦参议员。政坛得意之际，皮尔斯的私生活遇到困难，参议员选举前后父亲和兄弟姐妹全部病重，长期患病的夫人情况也不容乐观。老友纳撒尼尔·霍桑经常陷入经济困境，皮尔斯当参议员后为他在波士顿海关争得报酬优厚且工作清闲的好差使，负责称量煤和盐，工作之余还有充裕时间写作。
皮尔斯对大部分事务看齐党派立场，表现虽不杰出但还算能干，此时在参议院以卡尔霍恩、亨利·克莱、丹尼尔·韦伯斯特马首是瞻，其他人都沦为陪衬。皮尔斯在1837年大恐慌带来经济危机之际进入参议院时，他认为危机是银行业急剧扩张的恶果，由“过度交易之浪费与投机取巧之荒野”引发。他主张联邦资金不能用于银行贷款投机，支持民主党新总统马丁·范布伦及组建独立国库的计划，但民主党对总统计划难达共识，党派四分五裂。奴隶制之争在国会仍然此起彼伏，废奴人士提议在国会拥有管辖权的哥伦比亚特区废除奴隶制；皮尔斯认为此举是在全国解放黑奴的危险铺垫提案，支持卡尔霍恩的反对决议。辉格党此时在国会实力见涨，19世纪30年代即将结束之际，民主党在国会的优势幅度已经很小。
皮尔斯特别重视军事问题，质疑提升首都陆军参谋军官职衔、但其他地方一线军官却得不到明显好处的法案。他关注军人养老金，发现体制内大量存在欺诈行径，在1839至1841年的第26届国会当选参议院军事退休金委员会主席。任职期间他敦促陆军扩张和现代化改造，更注重民兵和机动，而非在他看来已经过时的沿海防御工事。
1840年总统大选期间，皮尔斯在新罕布什尔州各地为范布伦连任极力奔走，在任总统拿下新罕布什尔州，但全国范围不敌辉格党候选人、军队英雄威廉·亨利·哈里森，辉格党还夺得第27届国会多数议席。哈里森上任仅一个月就去世，副总统约翰·泰勒继任。皮尔斯与其他民主党人马上质疑新政府辞退众多联邦公务员之举，反对辉格党的全国银行计划。经过一段时间考虑，皮尔斯于1841年12月决定辞职。新罕布什尔州民主党坚持认为该州联邦参议员只能任职一届（六年），皮尔斯基本不可能连任，而且国会少数派能发挥的作用有限，他想把时间投入家庭和律师事业。1842年2月，即将离任的皮尔斯投票反对联邦资金分配各州法案，认为钱应投入军队；他还质疑辉格党一直信誓旦旦地宣称纽约海关是民主党腐败窝点，但经过近一年调查却迟迟没有公布任何发现。

## 党派领袖

### 律师与从政

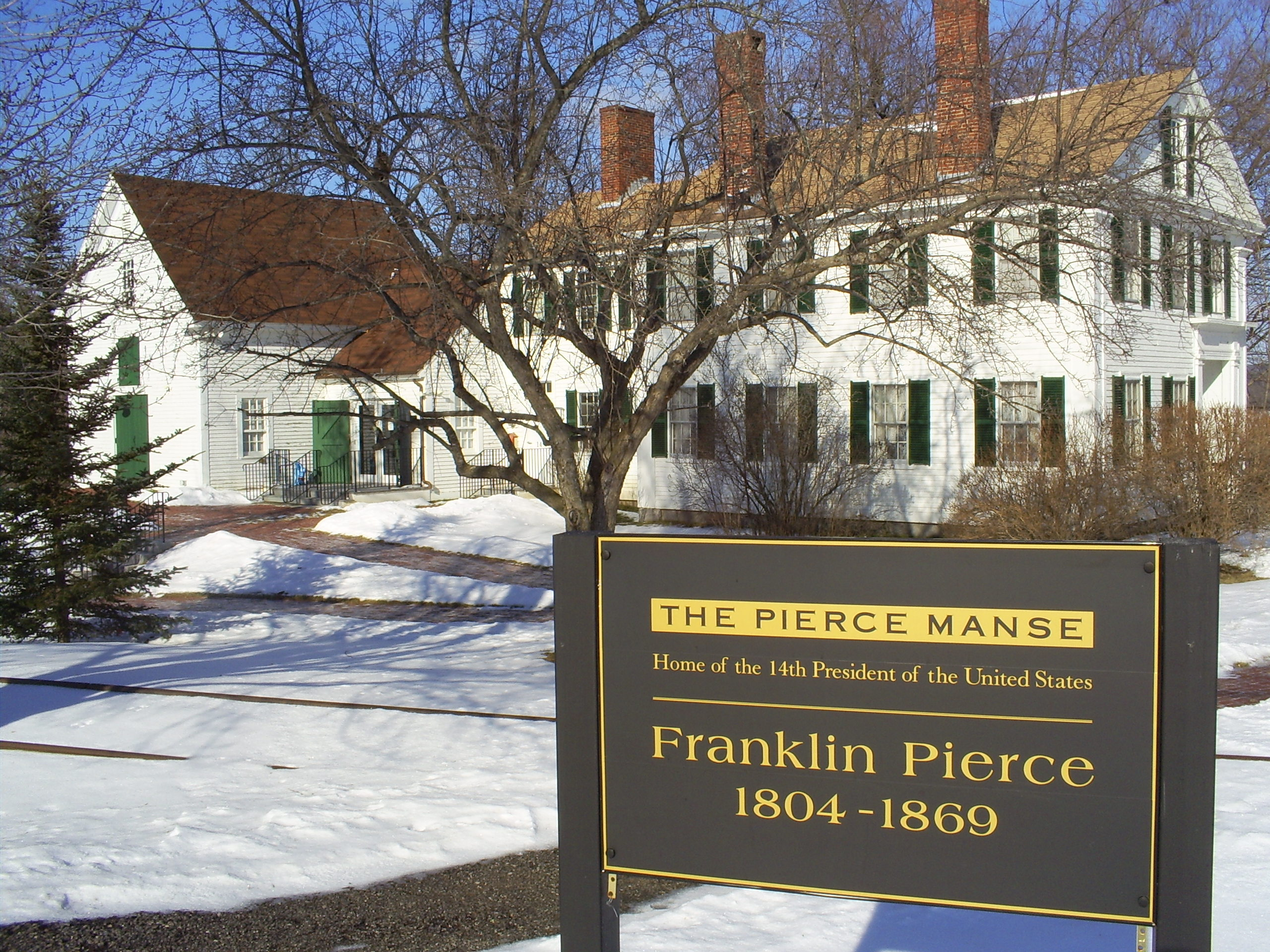
皮尔斯1842至1848年在康科德居住的宅邸后得名皮尔斯庄园，20世纪70年代翻修，至今还是历史名胜

辞职后的皮尔斯无意离开公众视野，搬到康科德后接的案子更多，夫人能过上更有活力的社区生活。皮尔斯担任联邦参议员的后几年里，简与次子弗兰克、刚出生的三子本杰明一直住在康科德，分隔两地对家人感情不利。皮尔斯在国会休会期间与阿萨·福勒合作处理律师事务，工作要求很高但利润可观。1842年初返回康科德后，皮尔斯的律师声誉继续提升，他以态度优雅、口才出众、博闻强记闻名，出庭辩论时往往吸引许多人围观。他经常不计报酬为穷人打官司。
皮尔斯继续参与党派事务，但州民主党已因种种问题分裂。州长希尔是商业、城市派系代表，主张利用政府特许状支持企业，授予企业有限责任权和征用权以便修建铁路。激进的摩擦火柴派代表农民等乡村选民，主张限制企业特权，加强社会保障和劳动法规。1837年大恐慌后，新罕布什尔州对银行、企业趋于严厉，选民把希尔赶下台。皮尔斯的哲学理念更接近激进派，勉强同意在所有权法律纠纷案代表希尔的对手。希尔败诉后自办报纸，皮尔斯经常沦为抨击目标。
1842年6月皮尔斯当上州民主党主席，第二年他推动激进派掌控州议会。党派仍因铁路发展和禁酒運動等议题分裂，皮尔斯引领州议会解决分歧。他首要考虑“秩序、温和、妥协、党派团结”，面对政治议题尽量避免个人立场左右。皮尔斯认为废奴主张威胁他眼中至关重要的民主党团结，担任总统时也没有改变看法。
之后身为民主党黑马的詹姆斯·诺克斯·波尔克赢得1844年总统大选令皮尔斯喜出望外，波尔克是前联邦众议院议长，曾与皮尔斯在国会共事，两人关系友好。皮尔斯极力为波尔克竞选，新总统投桃报李，任命皮尔斯担任新罕布什尔联邦地区检察官。波尔克最大的成绩是兼并德克萨斯，皮尔斯的昔日盟友黑尔此时出任联邦众议员，两人对总统举措立场尖锐对立直至反目。黑尔对新增蓄奴州出离愤怒，以选民公开信阐述立场。皮尔斯于是重新召集州民主党大会，撤消黑尔的连任提名。此事引发的政治风暴还导致皮尔斯与支持黑尔的律师事务所合伙人、常年老友福勒关系破裂。黑尔拒绝退选，但他需要过半数支持才能连任，党派分裂导致僵局，众议员席位空缺。最后辉格党和黑尔的独立民主党联手控制州议会，推举辉格党人安东尼·科尔比任州长，黑尔当上联邦参议员，令皮尔斯愤恨不已。

### 美墨战争

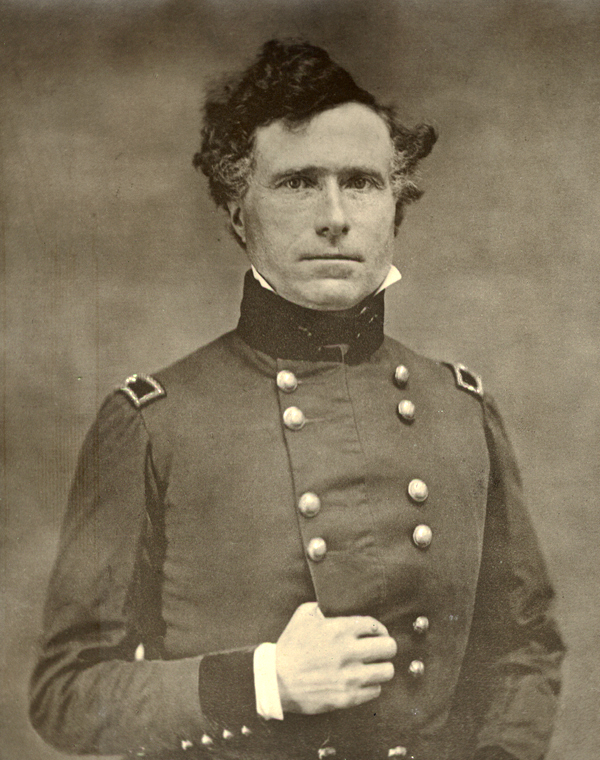
皮尔斯身着准将制服

服现役是皮尔斯长期以来的梦想，他从小就对父亲和兄弟的服役经历心存向往，特别是哥哥本杰明和姐夫小约翰·麦克尼尔。担任议员期间他积极拥护志愿民兵，身为民兵军官又有丰富的部队集结与训练经验。1846年5月国会向墨西哥宣战，皮尔斯马上志愿加入，此时新英格兰全境连一个团都没有。打算投身美墨戰爭是皮尔斯谢绝波尔克邀约出任总检察长的重要原因。扎卡里·泰勒的攻势在墨西哥北部放缓，温菲尔德·斯科特将军提议攻占韦拉克鲁斯港，再从陆上攻向墨西哥城。国会通过法案授权组建十个团，皮尔斯1847年2月当上第九步兵团团长，军衔上校，杜鲁门·兰索姆中校任副团长。

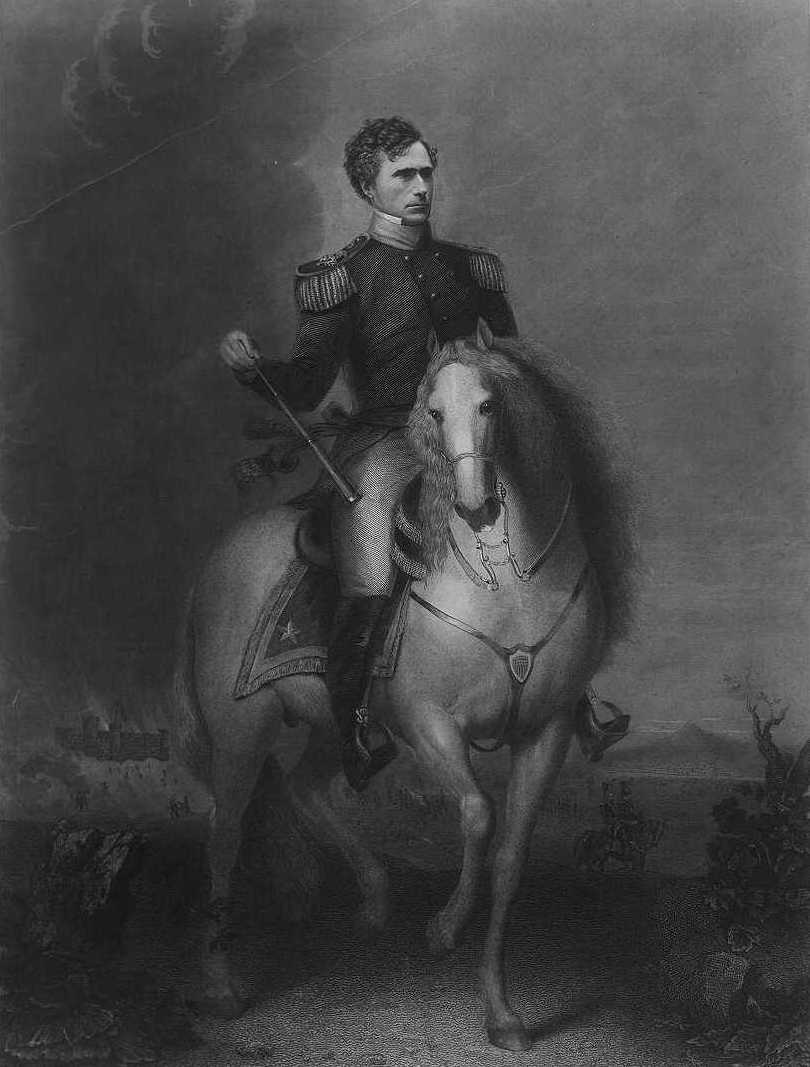
皮尔斯在美墨战争期间出将时间不长，但公众形象显著提升

1847年3月3日，皮尔斯晋升准将并当上旅长，带兵支援斯科特将军所部，兰索姆继任团长。部队组织需要时间，皮尔斯六月下旬赶到美军占领的韦拉克鲁斯港，然后准备带2500人进军并为斯科特运送补给。持续三周的陆上进军充满风险，皮尔斯所部打退多轮攻势后在八月上旬与斯科特大军汇合，正赶上孔特雷拉斯之战。是役对皮尔斯而言多灾多难，冲锋时马匹突然受惊导致他的腹股沟撞上马鞍，马随后踩中裂缝跌倒，把皮尔斯压在身下，伤及膝盖。旁人还以为是他晕倒，部下要求他人接手指挥：“皮尔斯将军真他妈没种”。皮尔斯次日回到战场但又伤到膝盖，只能蹒跚跟在后面，走到前方时美军大局已定。
楚鲁巴斯科之战临近之际斯科特命令皮尔斯到后方疗养，后者回答：“老天啊，将军大人，这可是最后的大战，我可一定要带领部下”。斯科特让步，皮尔斯把腿绑上马鞍参加战斗，但巨痛之下在战场上晕倒。是役仍以美军胜利告终，皮尔斯协助停战协定谈判。他继续带兵推进，持续领导所在旅直到战役结束，最后参加九月中旬的墨西哥城战役，但大部分时间他的旅只是后备队。战役期间皮尔斯大部分时间在军医帐篷停留，饱受急性腹泻折磨。皮尔斯带旅占领墨西哥城三个月，对和谈缺乏进展颇感无奈，同时尽量远离斯科特与其他将领持续不断的冲突。
皮尔斯1847年12月下旬获许返回康科德，在新罕布什尔州得到英雄般的欢迎，随后向陆军递交的辞呈于1848年3月20日获批。军功令他在故乡名望提升，但伤势及随后各种事端导致外界指责他怯懦，困扰皮尔斯很长时间。他的出将表现合格，从韦拉克鲁斯开始的进军尤其亮眼，但毕竟时间不长，结合伤势导致史学家难以判断他的军事指挥才能。
尤利西斯·格兰特曾在美墨战争期间目睹皮尔斯的表现，在后者去世多年后出版回忆录反驳所谓的懦弱指控：“不论当总统能力如何，皮尔斯将军无疑彬彬有礼而且非常勇敢。我在政治上不支持他，但比其他志愿军将领都更了解他。”

### 回归新罕布什尔州

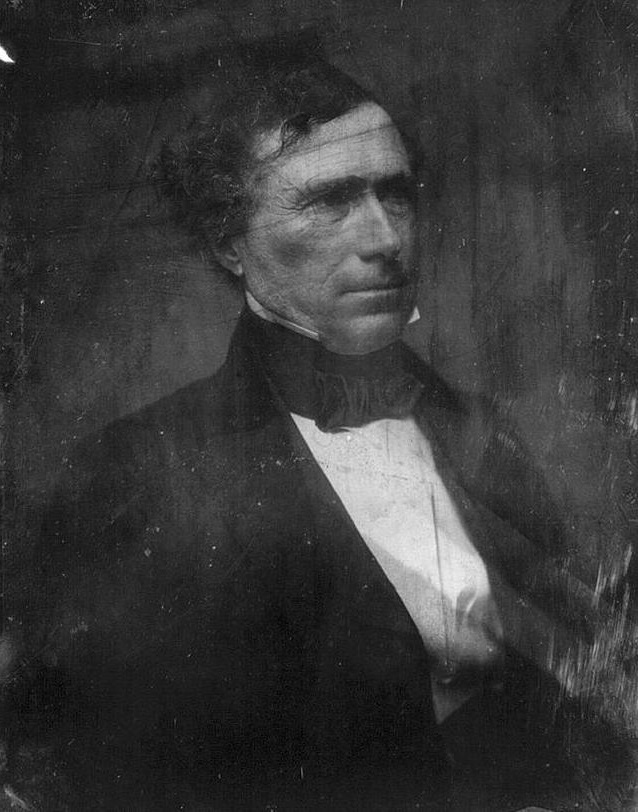
19世纪50年代，皮尔斯已是新罕布什尔州民主党事实上的领袖

皮尔斯回康科德后恢复执业，曾代表立场狭隘的震教徒出庭辩论，教派威胁要对所谓的虐待指控起诉。不过，党派领袖事务仍占据他大部分精力，继续同反奴隶制、反美墨战争的黑尔参议员辩论，认为对方立场都是毫无必要的煽动。
大片墨西哥割讓地令美国政坛走向分裂，许多北方人坚持认为不能让奴隶制玷污新地盘，在国会提出威尔莫特但书；还有些主张密苏里妥协线（北纬36°30′）以北禁止奴隶制。两种要求都令南方人深恶痛绝，民主党在争论中分裂。1848年民主党全国大会多数代表提议前密歇根州联邦参议员刘易斯·卡斯竞选总统，少数派另起炉灶成立自由土地黨，支持前总统范布伦。辉格党提名来自路易斯安那州的扎卡里·泰勒将军，他对大部分政治议题的观点尚未公开。过去支持范布伦的皮尔斯如今选择卡斯，谢绝自由土地党副总统候选人高位邀请。皮尔斯的表态影响显著，泰勒在全国范围胜出，但在新罕布什尔州的得票率最低。
克莱参议员提出旨在暂时解决奴隶制之争的连串提议，后称1850年妥协案。法案得到同属辉格党的韦伯斯特支持，南北双方都能得到好处。参议院辩论陷入僵局，伊利诺伊州议员史蒂芬·阿諾·道格拉斯推动分割法案，议员可以只反对部分提议，不至危及其他提案。国会通过法案，1850年7月泰勒病逝后继任的米勒德·菲尔莫尔签署。皮尔斯极力支持妥协案，1850年12月宣示“联邦！联邦永恒！”的演说广受好评。新罕布什尔州民主党州长候选人约翰·阿特伍德在信中反对妥协案，皮尔斯推动召开州党代表大会，撤消阿特伍德的提名。如此尴尬的结局对民主党选举不利，多场选战失利，但对新罕布什尔州的控制不变，已经对即将到来的总统大选做好准备。

## 1852年大选

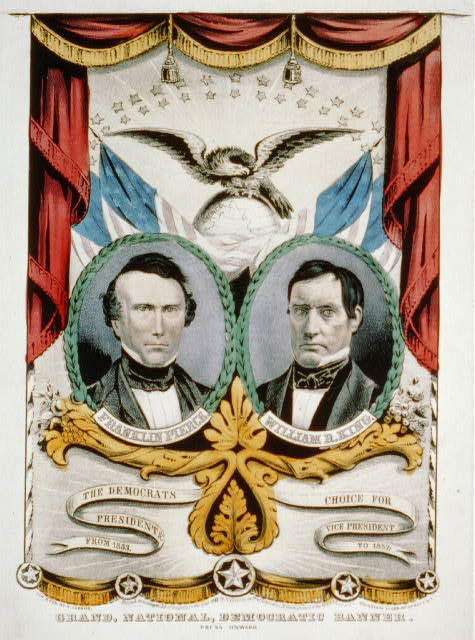
皮尔斯－金竞选海报

1852年总统大选临近，民主党因奴隶制问题分裂，不过大部分与范布伦退出民主党另组自由土地党的激进“烧仓派”都已回归。外界普遍认为1852年民主党全国大会将陷入僵局，主要人选都不足以拿下提名所需三分之二多数。皮尔斯等新罕布什尔州民主党人支持折衷人选、美國最高法院大法官伍德伯里，但后者1851年9月去世，盟友借机仿效几年前的波尔克，把皮尔斯塑造成新黑马。新罕布什尔州一贯保持多数支持民主党的传统，州内民主党人自认有必要提供总统人选。其他有望人选包括道格拉斯、卡斯、纽约州的威廉·L·马西、宾夕法尼亚州的詹姆斯·布坎南、德克萨斯州的山姆·休士頓、密苏里州的托马斯·哈特·本顿。
故乡的支持还不足以为皮尔斯赢得提名，他已经十年没有出任官职，远不及几位领跑人选在全国范围有名。他公开宣称无意竞争，但考虑到新罕布什尔州民主党迫切希望看到自家人当选，皮尔斯深知未来的影响力很大程度上取决于能否参选。他私下同意支持者四处游说，大家达成共识，除非任何领跑人选都明显无法胜出，提名大会才需考虑皮尔斯。为提升南方选战胜算，他在大会临近之际写信重申支持1850年妥协案，包括争议很大的《逃奴法》。
6月1日在马里兰州巴爾的摩召开的大会正如所料陷入僵局，6月3日288名代表参加首轮投票，卡斯获116票，布坎南93票，剩下近80票非常分散，皮尔斯一票也无。布坎南的支持者接下来把票投给皮尔斯等小众人选，以此证明布坎南才是民主党旗手，大会应该团结起来支持。如此策略虽然新颖，但在几轮投票后适得其反，弗吉尼亚州、新罕布什尔州、缅因州倒向皮尔斯，剩下的布坎南阵营分裂，有些支持马西，皮尔斯很快追到第三。48轮投票未果后，北卡罗来纳州联邦众议员詹姆斯·多宾出人意料地发表激昂演说支持皮尔斯，如星星之火激起黑马人选瞭原之势，第49轮只有六名代表没把票投给皮尔斯。支持布坎南的亚拉巴马州联邦参议员威廉·鲁福斯·金选为副总统候选人，大会通过的党纲支持1850年妥协权，反对在奴隶制问题上再有任何进一步“煽动”。
消息传到新罕布什尔州，皮尔斯简直不敢相信，夫人直接晕倒。儿子本杰明称，妈妈希望爸爸选举落败，而且爸爸知道妈妈不喜欢在首都生活。

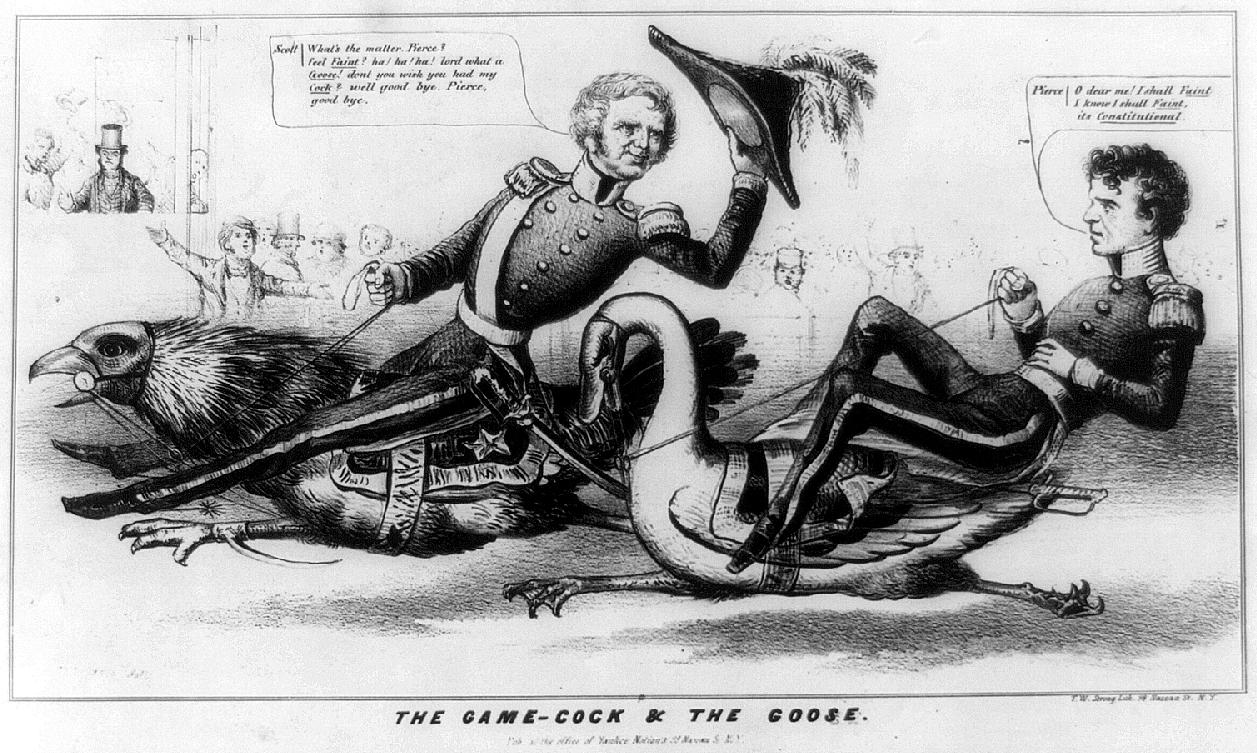
讽刺皮尔斯软弱没种的政治漫画

辉格党推举美墨战争期间皮尔斯的上级斯科特将军，竞选搭档是海军部长威廉·亚历山大·格雷厄姆。辉格党无法像民主党那样团结各派系，提名大会制定的党纲同样支持1850年妥协案，与民主党几无二致。大受刺激的自由土地党另行推举新罕布什尔州联邦参议员黑尔，此举摊薄辉格党选票。两大党政治分歧不大，导致竞选变成激烈的个人竞争，投票率降至1836年后新低，为皮尔斯立传的彼得·沃纳也称此次选举在美国历史上堪称无趣。反对奴隶制的北方辉格党人对党派候选人和党纲毫不起劲，严重影响斯科特的胜算；《纽约论坛报》主编霍勒斯·格里利总结许多人谈论辉格党党纲的态度：“蔑视、痛恨、唾弃”。

1852年大选结果，蓝色代表皮尔斯胜出，黄色说明斯科特拿下，数字是该州选举人票数

皮尔斯保持沉默，遵守此时高级官职候选人不亲自竞选的传统，由盟友主持竞选，以免破坏微妙的党派团结。对手讽刺他是反天主教的懦夫和酒鬼，面对酒瓶才特有战斗力。辉格党对斯科特的支持半冷不热，倾向妥协的党纲令党派分裂，候选人演讲时经常失言的糟糕表现更是雪上加霜。民主党信心十足，借波尔克发音类似“戳穿”、皮尔斯类似“刺穿”创作流行口号：“像1844年戳穿敌人一样在1852年刺穿对手”。选举结果也确是如此，斯科特仅赢得肯塔基州、田纳西州、马萨诸塞州、佛蒙特州共42张选举人票，还不到皮尔斯254票的零头。共计320万选民投票，皮尔斯得票50.9%，辉格党对手44.1%，自由土地党候选人黑尔拿到4.9%的普选票。民主党还在国会占据显著多数。

## 美国总统（1853至1857年）

### 过渡期、火车事故

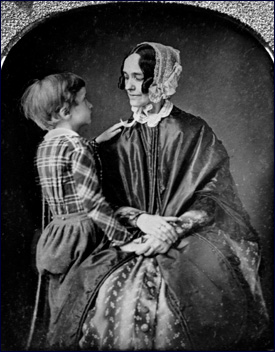
简·皮尔斯与“本尼”，本尼在皮尔斯上任前不久去世，为总统任期蒙上阴影

选举结果出炉数周后，皮尔斯一家1853年1月6日在波士顿登上火车，行经马萨诸塞州安多弗附近时火车脱轨滚落路堤，皮尔斯夫妇幸免，但仅有的孩子本杰明被压死，年仅11岁，尸体几乎斩首。皮尔斯无法阻挡夫人看到这可怕的景象，悲痛欲绝的两人都患上严重抑郁，很可能影响皮尔斯任上表现。简甚至怀疑丈夫追求并接受高位引来天罚。她以长信向亡子“本尼”道歉，怪责自己未尽母亲之责。担任第一夫人的前两年她尽量避免社交，直到1855年元旦白宫举办一年一度的公众招待会时才首次以白宫女主人身份公开露面，引起人们的极大同情。
富兰克林从新罕布什尔州启程前往首都就职，简决定不陪同前往。创下最年轻总统纪录的皮尔斯决定手按法律书籍宣誓就职，而不是像之前除约翰·昆西·亚当斯以外所有美国总统那样手按圣经。他还是首位凭记忆发表就职演说的美国总统。
演说肯定国内和平与繁荣的时代局面，敦促在外交领域积极维护美国利益，其中获取新领土“极其重要”。新总统宣示：“我的政府不怕扩张带来任何邪恶”，不为如此怯懦的预感改变政策。他避免直言“奴隶制”，强调结束“重要议题”、保持和平统一的希望。演说暗指前不久的个人悲剧，希望“在我软弱之际召唤”的广大人民能以实力支持他。

### 政府和政治冲突
民主党为选举胜利果实争吵不休，但因大部分党员起初不支持提名皮尔斯竞选总统，有些人甚至为了赢得地方选举同自由土地党结盟，使皮尔斯想靠内阁任命党内各派系人选来团结党派，连不支持1850年妥协案的人也不例外。
皮尔斯提名的内阁人选都马上在参议院一致通过，他上任后前两周忙于梳理、任命成百上千的初级联邦公务员职位。这种事吃力不讨好，力求党内所有派系都满意换来的结果就是大家都不满意。派系人士无法为友人争取任命，导致党派边缘化，派系间仇恨加深。北方报纸很快控诉皮尔斯任命支持奴隶制的分裂分子担任政府官员，南方传媒指责他包藏废除奴隶制祸心。
民主党亲政府和反政府派系斗争迅速升级，纽约州民主党情况尤为突出。趋于保守的坚壳派纽约州民主党对皮尔斯政府疑心重重，这一定程度上是因为皮尔斯任命的国务卿是马西，与更温和的软壳派民主党关系密切。

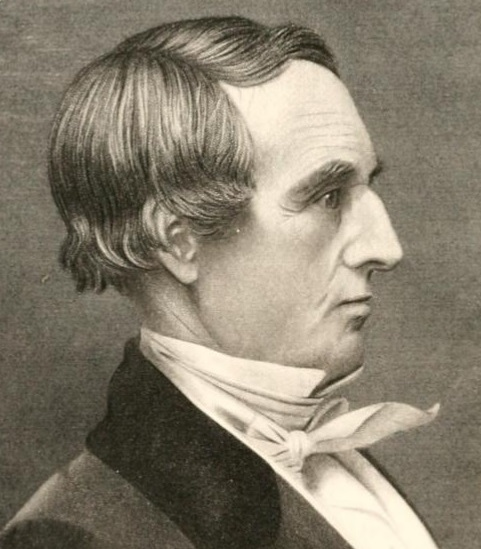
副总统威廉·鲁福斯·金僅上任一个多月就去世，皮尔斯任内绝大多数时间都没有副总统

布坎南在新总统上任前就敦促皮尔斯与当选副总统的金商议内阁人选，但两人自1852年6月选为竞选搭档以来还没有任何交流。1853年初，肺结核病情严重的金远赴古巴疗养，但情况继续恶化，国会通过特别法案同意他3月24日在哈瓦那美国领事馆宣誓就职。金想要落叶归根，4月17日返回位于亚拉巴马州的种植园故居并在次日病逝。此时《美国宪法》对副总统在任内去世后的程序缺乏规定，故皮尔斯大部分总统任期都没有副总统，若他因故去职按当时法定继任的头号人选是身为参议院临时议长的戴维·赖斯·艾奇逊。
由于皮尔斯希望治下政府比过往更高效、更负责，他的内阁实施早期公务员考试制度，比规定大部分联邦政府职位应根据成绩而非政治关系分配的《彭德尔顿法案》早30年。内政部长罗伯特·麦克莱兰德推动部门改革，制度化部门运作，扩大纸面纪录范围，追踪欺诈行径。皮尔斯扩大联邦总检察长在任命联邦法官、检察官领域职权，为司法部组建和发展迈出重要步伐。联邦最高法院在皮尔斯上任前出缺，但参议院拒不批准菲尔莫尔提名的人选。菲尔莫尔与皮尔斯都曾邀请新当选的路易斯安那州联邦参议员犹大·本杰明，但均被拒绝。最后皮尔斯提名倡导州权的约翰·阿奇博尔德·坎贝尔获参议院确认，这也是他唯一一次任命最高法院大法官。

### 经济政策与境内改进

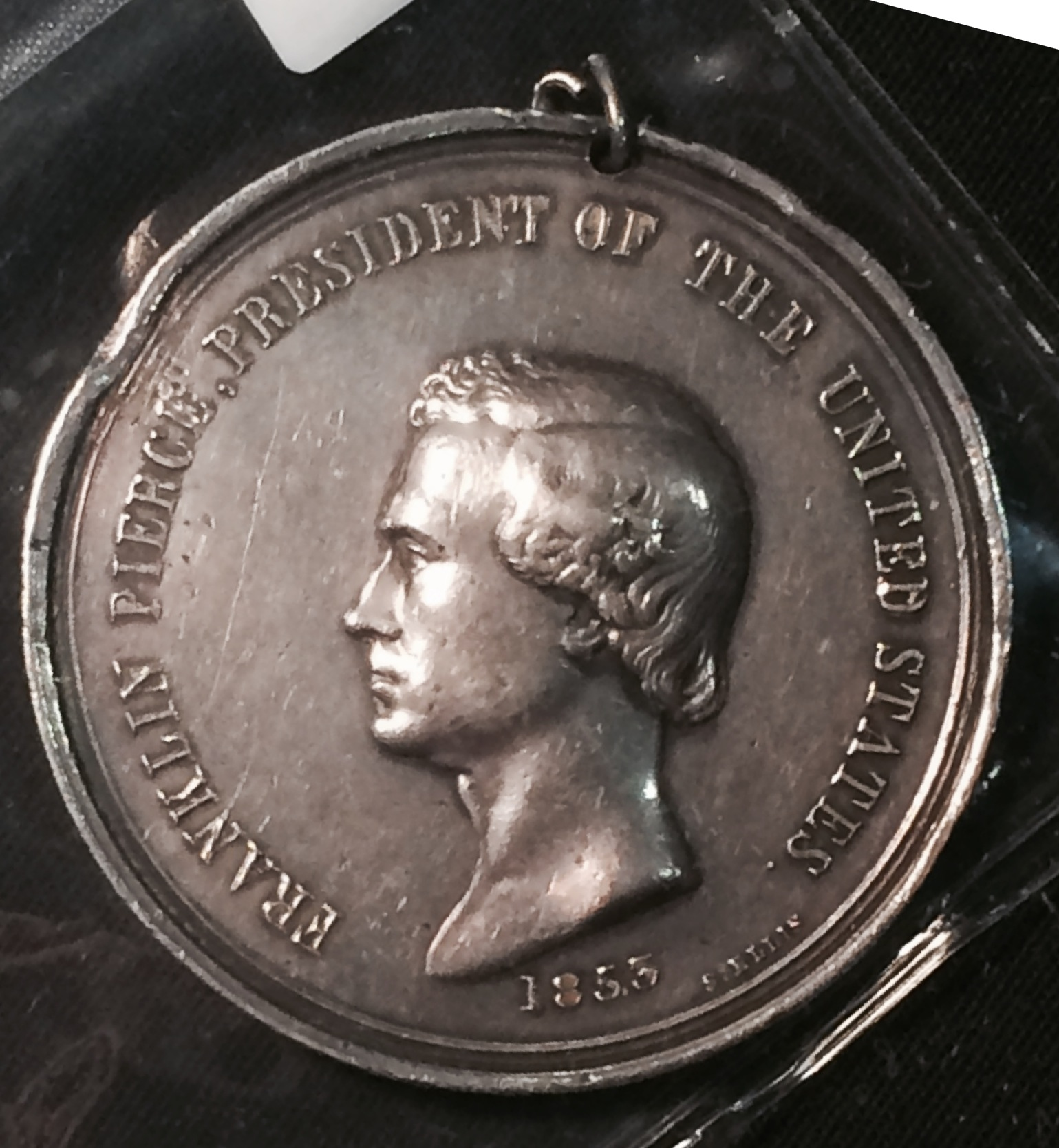
刻有皮尔斯形象的印第安人和平奖章

财政部管理效率低下，留有大量需要理清的账目，皮尔斯授命财政部长詹姆斯·格思里改革。格思里加强监督财政部工作人员和收税员，许多人借职务之便亏空政府资金。法律规定资金必须存放国库，但辉格党执政后大笔存款留在私人银行。格思里收回资金并力图起诉腐败官员，但成效不一。
战争部长傑佛遜·戴維斯遵照皮尔斯指示牵头地形工兵团测绘，寻找合适位置修建横贯全国的铁路。民主党一直拒绝把联邦资金用于境内改进，但戴维斯认为铁路项目能以宪法支持的国家安全目标为借口。戴维斯还部署陆军工兵部队监督哥伦比亚特区建设项目，如扩建国会大厦、新建華盛頓紀念碑。

### 外交与军事
皮尔斯政府在国务卿马西引领下支持倡导扩张的青年美国运动，他力图向全世界展示美国独特的共和国形象。马西以通告建议美国外交官“衣着像美国公民般简朴”，避免欧洲宫廷式外交制服，聘请的领事馆工作人员应该是美国公民。1853年中期，一心想当美国公民的奥地利难民马丁·科斯塔逃出母国后又被奧地利帝國政府抓获，马西亲行书信73页为他辩护，赢得国际社会好评。
戴维斯主张在南方修建横贯大陆铁路，皮尔斯接受建议派铁路巨头詹姆斯·加兹登到墨西哥为将来修铁路买地。加兹登还需重新谈判《瓜达卢佩-伊达尔戈条约》规定，减轻美方阻止印第安人从新墨西哥领地进入墨西哥劫掠的负担。加兹登1853年12月与墨西哥总统安东尼奥·洛佩斯·德·桑塔·安纳完成条约谈判，购买美国西南方向大片墨西哥领土。谈判差点因威廉·沃克擅自侵入墨西哥失败，条约为此新增条款，要求美国制止未来同类个人行径。嫌贵的国会削减蓋茲登購地规模，资金从1500万美元降至1000万，购买领土包含今亞利桑那州南部、新墨西哥州南部部分地区。国会还加入条款保护公民阿尔伯特·斯洛的私人利益免受购地威胁。皮尔斯反对联邦政府资助私营企业，不支持定稿条约，但国会照样批准。美國本土在加兹登购地后定型至今，仅有少量调整。
美国渔民对英國皇家海軍加强巡视加拿大领海不满，英美关系紧张。马西与英国驻哥伦比亚特区公使约翰·克拉普顿爵士达成贸易互惠协定，英国此后大可降低沿海巡逻频率。英國政府迟迟不批准条约，皮尔斯任命布坎南出任公使前往伦敦施压。互惠条约1854年8月获批，皮尔斯将其视为美国兼并加拿大的第一步。。政府就美加海上边境问题与英国谈判之际，美国在中美洲的利益面临威胁，1850年《克莱顿－布尔沃条约》已经无法阻止英国扩大对中美洲的影响，在当地针对英国取得优势对皮尔斯的扩张目标至关重要。
英国驻美领事企图招募美国人投身1854年克里米亚战争，此举违反中立法，白宫最后驱逐克拉普顿公使和三名领事。英国没有驱逐布坎南来报复，颇令皮尔斯意外。总统1855年12月的国情咨文阐述英国如何违反《克莱顿－布尔沃条约》，据布坎南所述，英国政府很重视皮尔斯的意见，还因此反思国策。不过，布坎南还无法促使英国放弃中美洲既得利益。美加领海边界条约获美国国会、英国议会、加拿大殖民地议会批准。
三名驻欧美国外交官向白宫递交草案，提出用1.2亿美元向西班牙购买古巴，如果遭拒就以此为借口夺取。在国务卿马西坚持下起草的奥斯坦德宣言一经公布便招来北方人士谴责，认为皮尔斯政府企图吞并奴隶制国家带动南方利益。此事令民主党津津乐道的昭昭天命扩张政策声誉扫地。
皮尔斯倡导扩张和在实质层面改组军队。战争部长戴维斯、海军部长多宾都认为陆军和海军情况堪忧，兵力不足、管理低效而且不愿采纳新技术。马休·佩里准将在皮尔斯任内到访日本（最初是在菲尔莫尔任内计划），希望把贸易范围扩大到东方。佩里想以武力入侵亚洲，但在皮尔斯和多宾的压力只以外交手段行事，与日本幕府签订的温和立场条约获国会批准。美国海军新增六艘蒸汽护卫舰，其中第一艘“梅里马克号”1856年下水，皮尔斯自认这是任内比较满意的成果。

### 堪萨斯内战

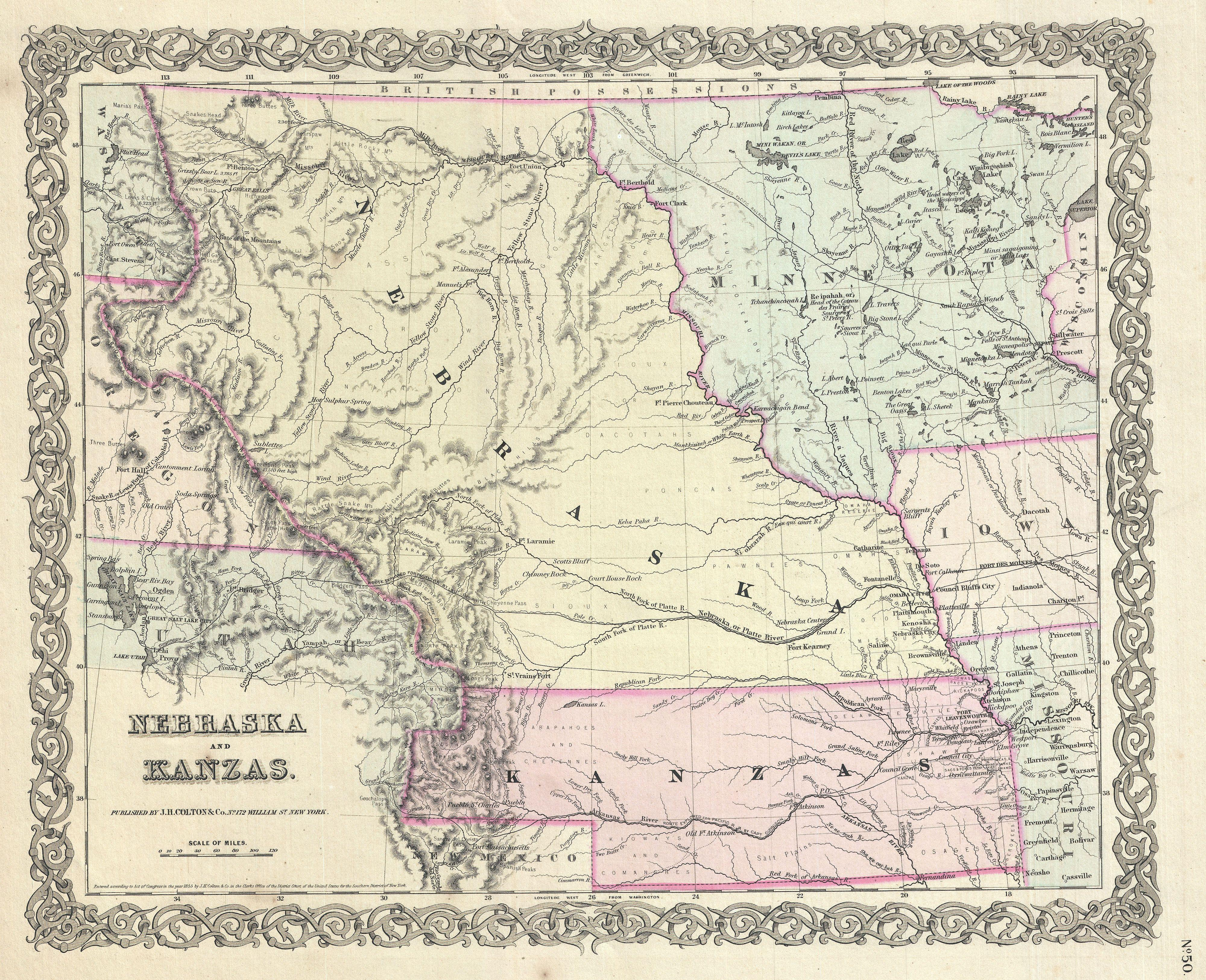
《堪薩斯-內布拉斯加法案》划分堪薩斯領地（粉）和內布拉斯加領地（黑）

皮尔斯任内国家平衡面临的最大挑战是国会通过《堪薩斯-內布拉斯加法案》。法案划分的內布拉斯加領地基本无人定居，从密蘇里州延伸到洛磯山脈，从德克萨斯向北一直到今美加边境，是道格拉斯西部扩张计划至关重要的组成部分。道格拉斯希望从芝加哥出发建设横贯大陆铁路，穿越辽阔的西部领土直至加利福尼亚州。土地测绘与销售都需要领地政府授权，所以必须划分领地才能吸引定居。蓄奴州人士一直对西部领土限制奴隶制不满，认为南方也为获取领土付出鲜血和财富，应当有权把南方制度带到西部。道格拉斯和盟友计划在划分领地后由当地居民自决是否容许奴隶制。1820年的密苏里妥协规定北纬36°30′以北禁止奴隶制，以南不限制，但道格拉斯的计划将导致妥协作废。内布拉斯加领地划为南北两部分，其中南部起名堪萨斯，北部仍称内布拉斯加，预计南部为蓄奴州，北部自由州。在支持奴隶制的南方政客看来，1850年妥协已随加利福尼亚州加入联邦作废，该州位于36°30′以南但禁止奴隶制。
皮尔斯希望划分内布拉斯加领地且不对奴隶制问题下定论，但道格拉斯无法取得足够的南方选票达成目标。总统深知法案会招来北方强烈反对，心里打不定主意，最后在道格拉斯和戴维斯促动下表态支持。正如皮尔斯所料，俄亥俄州联邦参议员萨蒙·波特兰·蔡斯、马萨诸塞州联邦参议员查爾斯·索姆奈等北方政治家坚决反对，他们还推动北方民众集会决抗议。北方人对加兹登购地、吞并古巴提案本就疑虑重重，对戴维斯这样支持奴隶制的内阁高官充满警觉，觉得内布拉斯加法案是南方人在下大棋。法案引发的政治风暴重创皮尔斯总统任期。
皮尔斯为首的行政机构靠威逼利诱确保大部分民主党人支持法案，辉格党立场分裂，连串冲突导致该党从此不再是国家级政党。1854年5月通过的《堪薩斯-內布拉斯加法案》最后成为皮尔斯四年总统任期的象征。随之而来的政治动荡伴随共和党诞生，人称一无所知的排外、反天主教新政党短暂崛起。

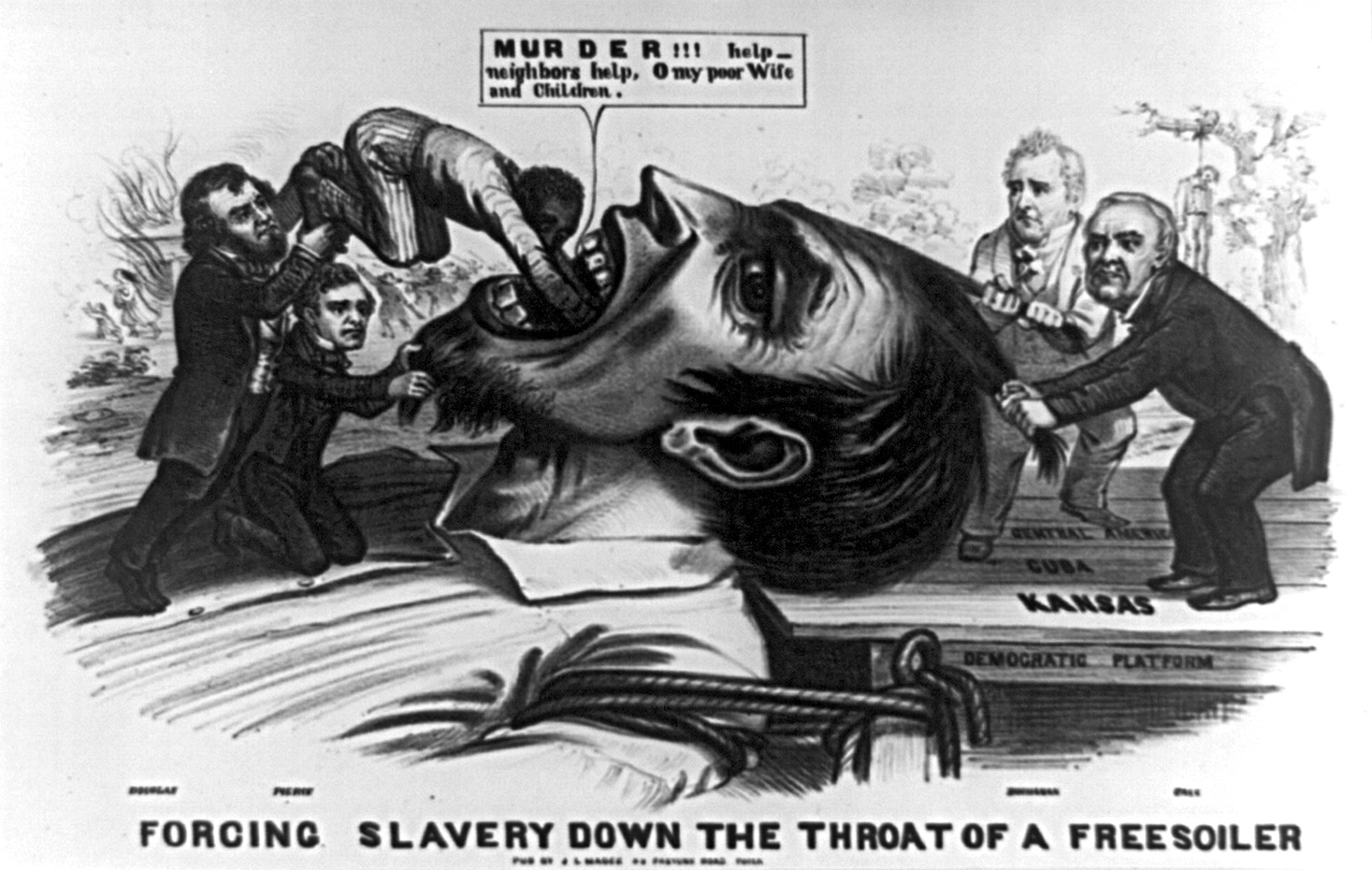
北方对皮尔斯企图通过堪萨斯－内布拉斯加和古巴扩张奴隶制深恶痛绝。上图是1856年政治漫画，皮尔斯、布坎南、卡斯按住自由土地，道格拉斯强行把代表奴隶制的黑人塞进他喉咙

法案辩论期间，支持与反对奴隶制的定居者如潮水般涌入领地，以求未来投票时获得理想结果。法案通过后，领地内不同立场群体大打出手，史称堪萨斯内战。成千上万支持奴隶制但根本不住在堪萨斯领地的边境流氓从密苏里赶来，在领地选举投票，最后堪萨斯成为蓄奴州。面对如此行径，皮尔斯仍然支持投票结果。主张堪萨斯为自由州的自由州民设立影子政府并起草《托皮卡宪法》，皮尔斯称以叛乱。国会委员会经过调查认定选举结果不合法，但白宫仍然承认民主党占绝对优势的亲奴隶制领地议会，他还派联邦军队前往托皮卡解散影子政府会议。
《堪萨斯－内布拉斯加法案》通过之际，逃奴安东尼·伯恩斯在波士顿落网。北方人集会支持伯恩斯，但总统决心不折不扣地执行《逃奴法》，面对愤怒的群众仍派联邦军队把伯恩斯押回弗吉尼亚州交给奴隶主。
1854至1855年的国会中期选举对民主党犹如当头一棒，对奄奄一息的辉格党也是如此。除南方州份外，民主党在几乎所有州份败选，反对白宫的北方势力携手合作，把反对派送进国会，只不过当选的北方辉格党人仍然不多。皮尔斯的大本营新罕布什尔州长期忠于民主党，如今州长和三名联邦众议员均由一无所知拿下，该党还争得州议会多数席位，把黑尔送回联邦参议院。反移民情绪将一无所知带到史上高位，还有些北方人士靠新生的共和党支持当选。

### 1856年大选

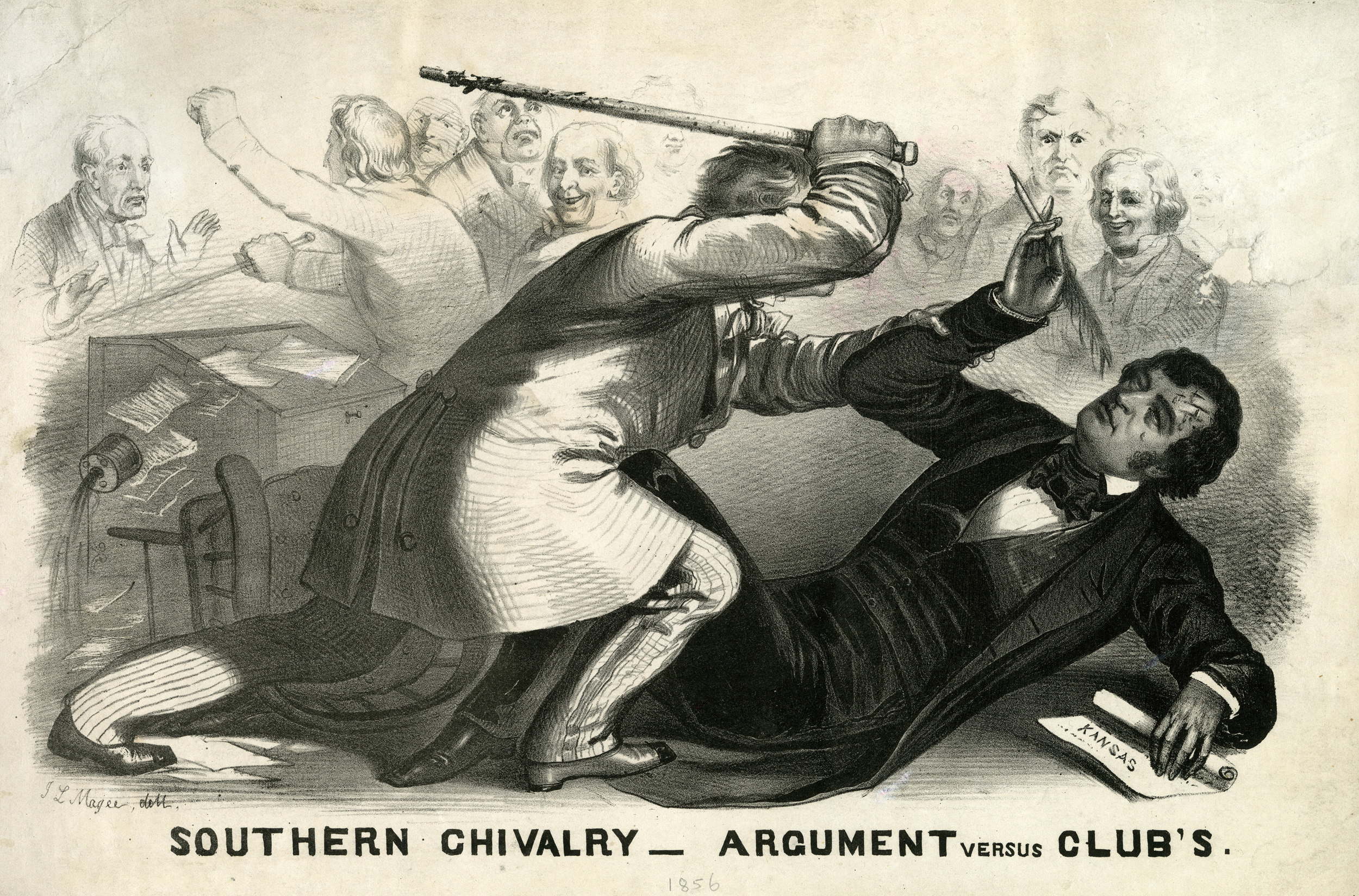
1856年5月民主党联邦众议员普雷斯顿·布鲁克斯跑到参议院用手杖殴打自由土地党参议员查爾斯·索姆奈，代表党派暴力蔓延到国会

皮尔斯满心以为能获民主党提名连任，但结合现实，他获提名的可能微乎其微，更不用说拿下普选。北方因《堪萨斯－内布拉斯加法案》普遍反感白宫，民主党领袖深知皮尔斯毫无胜算。他的支持者计划与道格拉斯结盟，阻止布坎南提名。但布坎南的政治关系稳固，皮尔斯入主白宫期间基本远在海外，形象未受堪萨斯争议“玷污”。
6月5日，俄亥俄州辛辛那提提名大会现场开始投票。皮尔斯满以为就算拿不到所需的三分之二多数，至少也能超过半数。他在首轮只拿到122票，大部分来自南方代表，布坎南135票，剩下的基本归道格拉斯和卡斯。第二天早上大会已投票14轮，三大主要候选人都拿不到三分之二多数。看着各轮得票数缓慢减少，皮尔斯指示支持者改投道格拉斯，为战胜布坎南破釜沉舟。道格拉斯此时还只有43岁，认为如果发挥君子风度把机会让给年长的布坎南，1860年肯定能提名，布坎南的竞选经理对此向他承诺。再经两轮投票未果后，道格拉斯的竞选经理宣布退选，布坎南胜出成为定局。为减轻对皮尔斯的打击，大会发布“无条件认可”决议，赞扬皮尔斯政府并挑选他的盟友、前肯塔基州联邦众议员约翰·C·布雷肯里奇竞选副总统。这是美国历史上首次在任总统积极争取连任，但所在党派却没有提名。此后这种情况还发生过四次，分别是约翰·泰勒、米勒德·菲尔莫尔、安德鲁·约翰逊、切斯特·艾伦·阿瑟，但与皮尔斯不同的是，四人当选时都是副总统，在总统去世后继任。
皮尔斯表态支持布坎南，但两人一直保持距离；他打算在11月前解决堪萨斯问题，提升民主党普选胜算。白宫任命约翰·盖瑞任领地总督，支持奴隶制的议员对他非常不满。盖瑞恢复堪萨斯领地秩序，但局面对民主党来说已经无可挽回。除堪萨斯内战外，南卡罗来纳州联邦众议员普雷斯顿·布鲁克斯跑到参议院用手杖痛打参议员查爾斯·索姆奈之举也变成共和党有力的竞选口号“流血萨姆纳”。布坎南与布雷肯里奇当选，但北方普选票得票率从1852年的49.8%降至41.4%，16个自由州只拿下四个，四年前皮尔斯拿下14个。布坎南拿下的四个自由州又有三个是因共和党候选人、前加利福尼亚州联邦参议员約翰·弗里蒙特和一无所知候选人、前总统菲尔莫尔摊薄选票。
未获提名的皮尔斯没有怨天尤人，他在1856年的最后一次国情咨文严辞谴责共和党和废奴人士，为政府财务政策辩护，阐述带领美国与其他国家和平共处的成绩。国会在皮尔斯卸任前通过法案提升陆军军官薪资、新建海军舰船，提升水兵招募量，还通过总统期盼已久的关税削减法案。皮尔斯与全体内阁在1857年3月4日卸任，美国历史上只有这一次所有内阁官员干完四年没换人。

## 晚年（1857至1869年）

### 卸任后

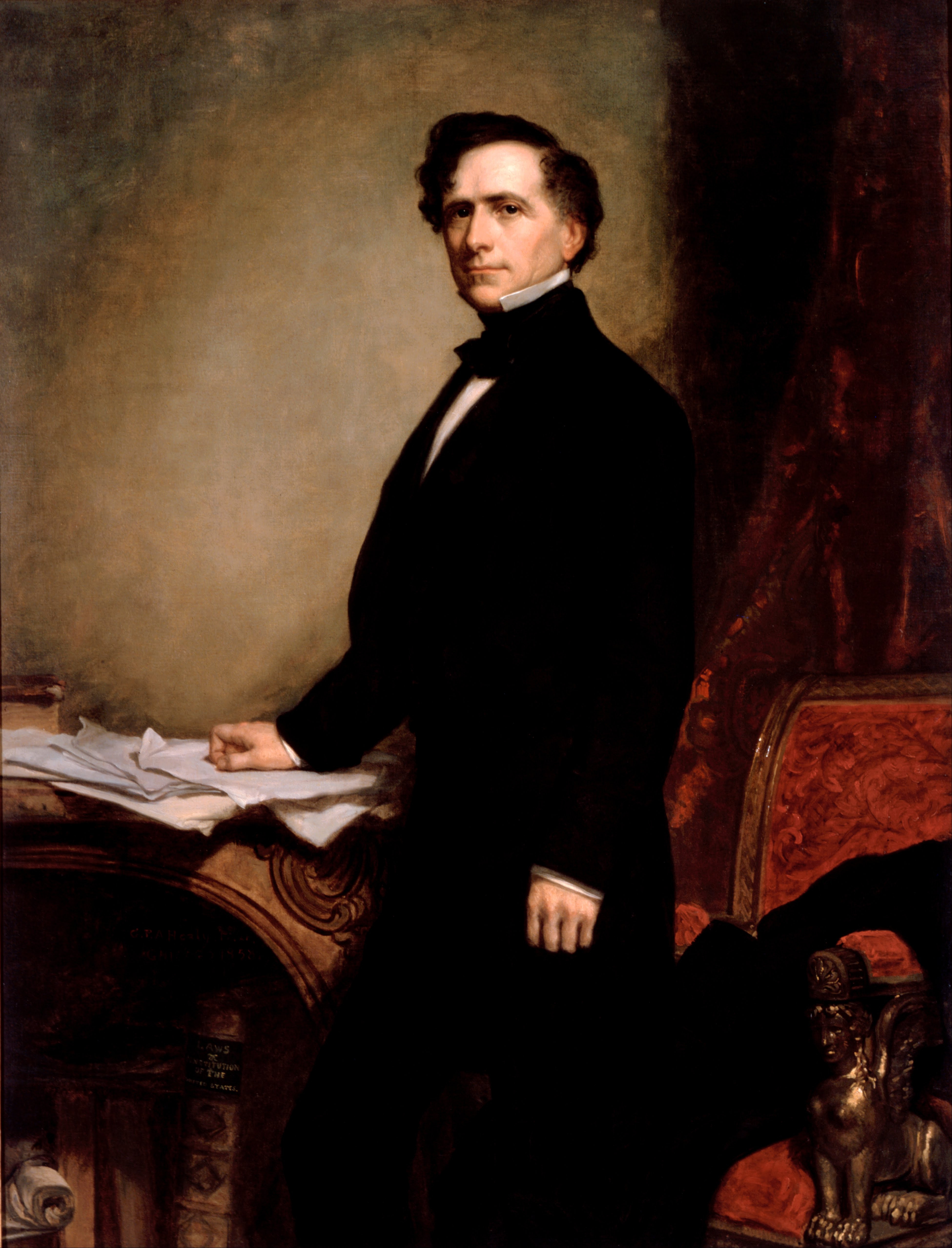
皮尔斯卸任后仍积极发表政治见解，上图是乔治·彼得·亚历山大·希利1858年创作的画像

皮尔斯夫妇离开白宫后在首都停留两个月，住在前国务卿马西家里。布坎南把前总统制订的路线推倒重来，替换全部任命官员。皮尔斯夫妇后来搬到新罕布什尔州朴茨茅斯，皮尔斯曾在此开始炒房。此后夫妻二人四处旅行寻找天气更温暖的地方，先在马德拉群岛停留 ，再周游欧洲和巴哈马。他在罗马遇到老友霍桑，两人经常在一起，霍桑觉得皮尔斯退休后乐观一如既往。
旅途中的皮尔斯始终没把政治抛诸脑后，经常评述国家日益严重的分裂冲突。他坚持认为北方废奴人士应该让步避免南方分裂，还称内战之火不会局限在梅森-迪克森線，完全可能发生在任何人家门前的边界或街道上。他谴责新英格兰新教神职人员支持废除奴隶制，把共和党候选人称为“异端和叛国分子”。共和党迅速壮大迫使民主党人为皮尔斯辩护，道格拉斯在1858年与共和党联邦参议院候选人亚伯拉罕·林肯辩论，称皮尔斯“正直、光荣之人”。
1860年民主党提名大会临近，有人邀请皮尔斯复出，以折衷人选形象团结严重分裂的民主党，他没有接受。道格拉斯为争取南方支持呕心沥血，皮尔斯先后支持凯莱布·顾盛和布雷肯里奇为替补人选，但他最重视的还是团结党派。面对共和党候选人林肯，四分五裂的民主党一败涂地。林肯赢得选举后离1861年3月4日就职还有四个月，许多南方州份开始计划脱离联邦。大法官坎贝尔邀请皮尔斯前往亚拉巴马州分裂大会演说，病症缠身的前总统谢绝，但致信呼吁该州人民留在联邦，求同存异，给予北方时间废除侵犯南方利益的法律。

### 南北战争
南方军队突袭萨姆特堡引爆南北战争，道格拉斯等北方民主党人支持林肯以武力迫使南方州份回归的计划。皮尔斯不惜一切代价希望避免战争，致信范布伦提出几位前总统一起开会解决问题，但未获采纳。皮尔斯在写给夫人的信中表示：“战争残酷、无情、毫无意义和必要，我永远都不可能给予任何程度的支持或辩护。”他公开反对林肯总统中止人身保護令的指令，认为国家打仗时也不能放弃保护公民自由。逐渐冒头的铜头蝮赞扬前总统立场，其他人认为这是皮尔斯偏好南方的证据。
皮尔斯1861年9月到密歇根州探望手下内政部长麦克莱兰德和前联邦参议员卡斯等人。底特律书商罗伊斯致信林肯手下国务卿威廉·H·苏厄德，指控前总统与不忠于国家的人会面，自称听到有人密谋推翻政策，皮尔斯再登总统宝座。亲林肯政府的《底特律论坛报》同月发文，称皮尔斯“图谋不轨的叛徒间谍”，暗示皮尔斯已加入支持邦联的金环骑士团。阴谋指控纯属子虚乌有，支持皮尔斯的盖伊·霍普金斯致信该报自称金环骑士团成员，还称某姓氏首字母是的总统参与对付联邦阴谋。霍普金斯满以为该报会公布信件内容，届时他自承身份并说明缘由，就能令报社编辑显得党派倾向太过明显，太容易上当。但报社编辑把信转交政府官员，苏厄德下令逮捕霍金普斯等密歇根州“叛徒”。霍普金斯承认信件内容纯属骗局，但国务卿还是致信前总统要求交待。皮尔斯否认指控，苏厄德仓促撤消逮捕令。共和党报纸此后不顾霍普金斯的澄清刊登信件内容，皮尔斯认为有必要公开澄清。苏厄德拒绝公开两人通信，出离愤怒的皮尔斯请盟友、加利福尼亚联邦参议员米尔顿·莱瑟姆在国会公开宣读信件，内容由此写入国会纪录，令行政部门尴尬至极。
直言批评林肯政府的铜头蝮领袖克莱门特·法伦第格汉姆被捕对皮尔斯可谓火上浇油，他1863年7月向新罕布什尔州民主党人演说谴责林肯：“敢问是谁赋予总统权力，在我们必须或可能发言时发号施令，要求对任何问题、特别是公务员行为问题保持沉默？”北方人普遍对皮尔斯的质问不以为然，特别是在联邦军刚赢得盖茨堡和维克斯堡大捷之际。同年八月，联邦军攻占邦联总统戴维斯位于密西西比州的种植园，皮尔斯和他的战前通信被送到报社公之于众，证明两人友谊深厚，皮尔斯还在信中预测内战将导致北方发生暴动。此事令皮尔斯在北方的名声进一步受损，废奴人士对他更加反感。
1863年12月，简·皮尔斯在安多弗死于肺结核，葬在康科德旧北公墓。悲痛的皮尔斯1864年5月又亲眼看到挚友霍桑一夜间去世，霍桑最后的著作申明献给皮尔斯引发争议。1864年总统大选临近之际，民主党人又想到皮尔斯，但他保持距离，最后林肯轻松连任。1865年4月林肯遇刺的消息传来，暴徒齐聚皮尔斯位于康科德的家门外，质问他为何不按公众哀悼传统挂出国旗。愤怒的皮尔斯表示对林肯之死很难过，但不需要公开摆出任何姿态。他向暴民表示，从军和服务公众的经历足以证明他深爱祖国，人群转为安静。

### 晚年和逝世
皮尔斯酗酒对其晚年身体健康影响很大，且精神状况越来越不稳定。他在1865年与身份不明的女子短暂交往，同期利用关系改善戴维斯在弗吉尼亚州門羅堡囚禁期间的生活条件。他在经济上帮助自家侄甥和霍桑之子朱利安，简去世两周年之际在康科德圣保罗教堂受洗，加入夫人生前所在的圣公会，发现圣公会不像之前信仰的公理会那么政治化，而且公理会倡导废除奴隶制，令民主党难以接受。他过上所谓“老农”的生活，买地、减少饮酒、自行耕种、招待来访亲友。他大部分时间都在康科德和小野猪头的海滨小屋度过，偶尔前往马萨诸塞州探望亡妻亲友。皮尔斯仍对政治感兴趣，表态支持安德鲁·约翰逊的重建政策，国会弹劾总统后，他支持参议院裁定罪名不成立。此后他还对格兰特当选总统表示乐观。
1869年，皮尔斯的身体健康再度恶化，但仍不顾身体酗酒。同年9月返回康科德时他的肝硬化已经很严重，深知不可能痊愈。他请来看护，弥留之际身边没有任何亲人。1869年10月8日（周五）凌晨4:35，富兰克林·皮尔斯与世长辞，享年64岁。格兰特总统宣告全国哀悼日，后来还著书为皮尔斯在美墨战争的表现辩护。全美各地报刊在头版刊登长篇大论，审视前总统多姿多彩且充满争议的职业生涯。他的遗体葬在旧北公墓，与夫人和两个儿子相伴长眠。
皮尔斯1868年1月22日签下遺囑，为亲友和邻居留下画作、剑、马等遗物，而价值7.2万美元（相当于如今的1,700,000美元）的财产大部分留给弟弟亨利一家、霍桑的后代、皮尔斯生前的房东，亨利之子弗兰克·皮尔斯拿到的份额最大。

## 纪念与荣誉
除诺威奇大学名誉法学博士外，皮尔斯还在1853和1860年分获鲍登学院与达特茅斯学院名誉博士学位。
新罕布什尔州有两处地点因皮尔斯入选國家史蹟名錄。希尔斯堡富兰克林·皮尔斯宅邸是面向公众开放的州立公园和国家历史名胜。他去世时所在的康科德富兰克林·皮尔斯大宅1979年入选国家史迹名录，但在1981年9月毁于火灾。1842至1848年他在康科德居住的皮尔斯庄园如今按季度开放，由自称“皮尔斯旅”的志愿团体维护。
众多院校和地点以皮尔斯命名，大部分位于新罕布什尔州：
- 富兰克林·皮尔斯大学位于新罕布什尔州赤夏縣林奇，特许状1962年颁布[164]。
- 新罕布什尔大学法学院位于康科德，全称新罕布什尔大学富兰克林·皮尔斯法学院，1963年创办时起名富兰克林·皮尔斯法律中心，2010年更名后又成立富兰克林·皮尔斯知识产权中心[165]。
- 新罕布什尔州白山山脉的克林顿山1913年更名皮尔斯山[166]。
- 印第安纳州19世纪50年代成立小镇皮尔斯顿[167]。
- 皮尔斯县是华盛顿州人口第二多的县[168]。
- 1857年乔治亚州设立皮尔斯县[169]。

## 影响
皮尔斯去世后基本消逝在历史长河，人们大多只知道他和另外几位总统的任期堪称灾难，令美国一步步走向内战。评论普遍认为皮尔斯总统表现不佳，在美国历任总统位居倒数。沃尔纳写道：“估计没有哪位前总统在晚年像富兰克林·皮尔斯那样受人痛斥，他去世已经一个半世纪，声誉基本没有改善。如果非要细究，他已经消逝在历史长河，沦为历史书上的小小注脚，无足轻重，根本看不出一度贵为总统，纯粹是靠偶然登上高位。”“历史将煽动奴隶制、加速两党制崩溃、引发内战的政策归咎于皮尔斯政府……这既不准确也不公道。皮尔斯始终秉持民族心，力图不偏不倚地维系联邦统一……如果不采取温和路线，迎来的就是联邦解体、内战、六十余万美国人丧生。皮尔斯从政始终都力图避免如此惨剧，不应为此再受责难。”史学家拉里·加拉指出：“把给总统打分当成游戏乐此不疲的人总将富兰克林·皮尔斯排在靠后……从事后发展来看，皮尔斯政府只能视为国家的灾难，这种失败既有体制原因，也有他的个人因素，罗伊·富兰克林·尼科尔斯的概括恰到好处：复杂而悲剧化的人生”。《美国新闻与世界报道》评价：“他对扩张边境的热忱为内战奠定基础”。2000和2009年C-SPAN邀请公众为历任美国总统排名，皮尔斯位居倒数第三。皮尔斯的失败一定程度上缘自任由分裂国会采取主动，并以《堪萨斯－内布拉斯加法案》最为严重。法案由参议员道格拉斯牵头，但长远来看却是皮尔斯付出几近身败名裂的惨重代价。民主党在杰克逊执政时期开始主导美国政坛，皮尔斯入主白宫后未能促使分裂分子和解，民主党从此失势，美国进入长达70多年的共和党主导全国政坛时期。史学家埃里克·福纳也称：“他的政府在美国史上堪称重大灾难，见证杰克逊时代延续下来的政党制度土崩瓦解”。
传记作家罗伊·富兰克林·尼科尔斯指出：
皮尔斯领导国家政坛纯属意外，他诚实并坚持立场，但又很难下决心，最后决断前经常反悔，给人的整体印象很不稳定。他的善良、礼貌、慷慨引发众人好感，但讨好所有派系之举失败又树敌无数。他坚持从严解读宪法的原则最得南方人青睐，法律条文通常站在他们这边。他完全没有理解北方到底有多反感南方，似乎想不通为什么会有这种普遍藐视法律和宪法的举动，特别是在他出身的新英格兰。他从未理解公众思想，无法应对执政早期出现的难题，导致失去太多人、尤其是北方人的尊重，屈指可数的一点成绩也不足以恢复公众信心。他毫无经验便突然需要承担巨大的责任，在没有足够训练和锻炼的情况下真心实意地竭力做到最好。
皮尔斯以政治工作能力和引人好感闻名，但执掌白宫时面对日益激烈的派系斗争却只能调停，无力阻止国家冲向内战悬崖。对于把奴隶制看成财产而非道德问题的皮尔斯来说，联邦统一神圣不可侵犯；正因如此，他眼中废奴人士和更温和的自由土地党才是分裂罪魁，威胁南方人宪法权利。他批评尝试限制或终结奴隶制的人，但很少谴责采取极端立场或对抗北方利益的南方政治家。
大卫·波特认为，奥斯坦德宣言与《堪萨斯－内布拉斯加法案》是“富兰克林·皮尔斯政府两大灾难......均招致潮水般的公众谴责。”更重要的是，昭昭天命和“人民主权”政治学说因此臭名昭著。史学家肯尼斯·尼维森2010年撰文指出，皮尔斯的外交政策相当于威廉·麦金莱、西奥多·罗斯福等后世总统扩张政策序幕，只不过内战前美国的军事实力还无法落实。19世纪90年代开始的美国外资和商业政策在20世纪中叶取代欧洲殖民主义，这很大程度上应当归功于富兰克林·皮尔斯担任总统期间在国际舞台培养的杰克逊式民主专制。
加拉如此总结皮尔斯的总统任期：
他在总统几乎需要超人般技能的时代上任，但始终只是凡人，从未成长到适合当选的程度。他对宪法和联邦的观念源自昔日杰克逊派，从未真正理解北方自由土地理念的内涵与深度。他能与加拿大谈判互惠贸易协定，打开日本与西方通商的大门，在西南方向开疆拓土，签署法律建立海外帝国（指鸟粪岛法）。他的古巴与堪萨斯政策只令分裂冲突更形严重，支持《堪萨斯－内布拉斯加法案》与决心执行《逃奴法》更令分歧走向极端。皮尔斯工作勤奋，治下政府基本不存在贪污腐败，但四年动荡最终导致分裂和内战悲剧。

## 脚注
1. ↑  Coker 2002，第54頁.
2. 1 2  Homestead.
3. ↑  National Register Historic Places.
4. ↑  Wallner 2004，第3頁.
5. ↑  Wallner 2004，第1–8頁.
6. ↑  Hurd 1885，第350頁.
7. ↑  Wallner 2004，第10–15頁.
8. ↑  Gara 1991，第35–36頁.
9. ↑  Wallner 2004，第16–21頁.
10. ↑  Holt 2010，229.
11. ↑  Wallner 2005，第24頁.
12. ↑  Boulard 2006，第23頁.
13. ↑  Waterman 1918，第265頁.
14. ↑  Holt 2010，230.
15. ↑  Wallner 2004，第28–32頁.
16. ↑  Holt 2010，258.
17. ↑  Wallner 2004，第56頁.
18. ↑  Wallner 2004，第28–33頁.
19. ↑  Wallner 2004，第33–43頁.
20. ↑  Farmer & Lyon 1832，第53頁.
21. ↑  Jordan 2003，第31頁.
22. ↑  Betros 2004，第155頁.
23. ↑  Ellis 1911，第87, 99頁.
24. ↑  Ellis 1911b，第14–16頁.
25. 1 2  Wallner 2004，第44–47頁.
26. ↑  Holt 2010.
27. 1 2  Wallner 2004，第31–32, 77–78頁.
28. 1 2  Gara 1991，第31–32頁.
29. 1 2  Baker.
30. ↑  Wallner 2004，第79–80頁.
31. ↑  Wallner 2004，第241–44頁.
32. ↑  Wallner 2004，第47–57頁.
33. 1 2  Wallner 2004，第57–59頁.
34. ↑  Wallner 2004，第92頁.
35. ↑  Wallner 2004，第71–72頁.
36. ↑  Wallner 2004，第67頁.
37. ↑  Wallner 2004，第59–61頁.
38. ↑  Holt 2010，362–375.
39. ↑  Wallner 2004，第64–69頁.
40. ↑  Wallner 2004，第68, 91–92頁.
41. ↑  Wallner 2004，第69–72頁.
42. ↑  Wallner 2004，第80頁.
43. ↑  Wallner 2004，第78–84頁.
44. ↑  Wallner 2004，第84–90頁.
45. ↑  Holt 2010，419.
46. ↑  Wallner 2004，第91–92頁.
47. 1 2  Pierce Manse.
48. ↑  Wallner 2004，第79頁.
49. ↑  Wallner 2004，第86頁.
50. ↑  Wallner 2004，第98–101頁.
51. ↑  Wallner 2004，第93–95頁.
52. ↑  Wallner 2004，第103–110頁.
53. ↑  Holt 2010，431.
54. ↑  Wallner 2004，第131–132頁.
55. 1 2  Wadleigh 1913，第249頁.
56. ↑  Wallner 2004，第111–122頁.
57. ↑  Holt 2010，447.
58. ↑  Wallner 2004，第131–135頁.
59. 1 2  Wallner 2004，第154–157頁.
60. ↑  Holt 2010，490.
61. ↑  Wallner 2004，第144–147頁.
62. 1 2  Holt 2010，505.
63. 1 2  Wallner 2004，第147–154頁.
64. ↑  Grant 1892，第146–147頁.
65. 1 2  Wallner 2004，第157–161頁.
66. ↑  Holt 2010，第549–565頁.
67. ↑  Gara 1991，第21–22頁.
68. 1 2  Holt 2010，608.
69. ↑  Wallner 2004，第173–180頁.
70. ↑  Wallner 2004，第181–184頁.
71. ↑  Gara 1991，第23–29頁.
72. 1 2  Wallner 2004，第184–197頁.
73. ↑  Gara 1991，第32–33頁.
74. ↑  Wallner 2004，第197–202頁.
75. ↑  Gara 1991，第33–34頁.
76. ↑  Gara 1991，第34頁.
77. ↑  Wallner 2004，第210–213頁.
78. ↑  Gara 1991，第36–38頁.
79. ↑  Holt 2010，724.
80. ↑  Wallner 2004，第231頁.
81. 1 2 3  Gara 1991，第38頁.
82. ↑  Holt 2010，725.
83. ↑  Wallner 2004，第206頁.
84. ↑  Wallner 2004，第203頁.
85. ↑  Wallner 2004，第229–230頁.
86. ↑  Gara 1991，第39頁.
87. ↑  Holt 2010，740.
88. 1 2 3  Wallner 2004，第241–249頁.
89. ↑  Gara 1991，第43–44頁.
90. ↑  Boulard 2006，第55頁.
91. ↑  Hurja 1933，第49頁.
92. ↑  Wallner 2004，第249–255頁.
93. ↑  Holt 2010，767.
94. ↑  Wallner 2007，第5–24頁.
95. ↑  Wallner 2007，第15–18頁.
96. ↑  Wallner 2007，第21–22頁.
97. 1 2  Wallner 2007，第20頁.
98. ↑  Wallner 2007，第35–36頁.
99. ↑  Wallner 2007，第36–39頁.
100. ↑  Butler 1908，第118–119頁.
101. ↑  Wallner 2007，第10頁.
102. ↑  Wallner 2007，第32–36頁.
103. ↑  Wallner 2007，第40–41, 52頁.
104. ↑  Wallner 2007，第25–32頁.
105. ↑  Gara 1991，第128頁.
106. ↑  Wallner 2007，第61–63頁.
107. ↑  Gara 1991，第128–129頁.
108. ↑  Wallner 2007，第75–81頁.
109. 1 2  Gara 1991，第129–133頁.
110. ↑  Wallner 2007，第106–108頁.
111. ↑  Holt 2010，872.
112. ↑  Wallner 2007，第27–30, 63–66, 125–126頁.
113. ↑  Gara 1991，第133頁.
114. ↑  Wallner 2007，第26–27頁.
115. ↑  Gara 1991，第139–140頁.
116. ↑  Holt 2010，902–917.
117. ↑  Wallner 2007，第131–157頁.
118. ↑  Gara 1991，第149–155頁.
119. ↑  Wallner 2007，第40–43頁.
120. ↑  Wallner 2007，第172頁.
121. ↑  Gara 1991，第134–135頁.
122. ↑  Wallner 2007，第256頁.
123. 1 2 3  Wallner 2007，第90–102, 119–122頁.
124. 1 2 3  Gara 1991，第88–100頁.
125. 1 2 3  Holt 2010，1097–1240.
126. ↑  Davis 1881，第25頁.
127. ↑  Etchison 2004，第14頁.
128. 1 2  Wallner 2007，第158–167頁.
129. 1 2  Gara 1991，第99–100頁.
130. ↑  Wallner 2007，第195–209頁.
131. ↑  Gara 1991，第111–120頁.
132. ↑  Wallner 2007，第122–125頁.
133. ↑  Gara 1991，第107–109頁.
134. ↑  Gara 1991，第120–121頁.
135. 1 2  Wallner 2007，第266–270頁.
136. 1 2  Gara 1991，第157–167頁.
137. 1 2  Holt 2010，1515–1558.
138. ↑  Rudin 2009.
139. ↑  Wallner 2007，第272–280頁.
140. ↑  Holt 2010，1610.
141. ↑  Holt 2010，1610–1624.
142. ↑  Wallner 2007，第292–296頁.
143. ↑  Gara 1991，第177–179頁.
144. ↑  Wallner 2007，第303–304頁.
145. ↑  Wallner 2007，第305頁.
146. 1 2 3 4  Wallner 2007，第309–327頁.
147. ↑  Boulard 2006，第20頁.
148. ↑  Boulard 2006，第55–56頁.
149. ↑  Boulard 2006，第65–66頁.
150. 1 2  Wallner 2007，第327–338頁.
151. ↑  Wallner 2007，第337–343頁.
152. ↑  Wallner 2007，第341–343頁.
153. ↑  Boulard 2006，第85–100頁.
154. ↑  Wallner 2007，第343–357頁.
155. ↑  Boulard 2006，第109–123頁.
156. ↑  Wallner 2007，第357–362頁.
157. ↑  Wallner 2007，第363–366頁.
158. ↑  Wallner 2007，第366–371頁.
159. ↑  Wallner 2007，第369–373頁.
160. ↑  Wallner 2007，第374頁.
161. ↑  Dartmouth College 1900，第405頁.
162. ↑  Pierce House.
163. ↑  Home Burns.
164. ↑  Franklin Pierce University.
165. ↑  Pierce Center.
166. ↑  Mount Pierce.
167. ↑  Pierceton.
168. ↑  Rochester 1998.
169. ↑  Guss 2001，第9頁.
170. ↑  Gara 1991，第180頁.
171. ↑  Wallner 2007，第377–379頁.
172. ↑  Wallner 2007，第xi–xii頁.
173. ↑  Gara 1991，第180–184頁.
174. ↑  Tolson 2007.
175. ↑  C-SPAN Survey.
176. ↑  Gara 1991，第182頁.
177. 1 2  Crockett 2012，第881–902頁.
178. ↑  Foner 2006，第413頁.
179. ↑  Capace 2001，第268–269頁.
180. ↑  Flagel 2012，第404頁.
181. ↑  Muccigrosso & Niemeyer 1988，第3:1237頁.
182. ↑  Gara 1991，第181頁.
183. ↑  Gara 2005，第612頁.
184. ↑  Potter 1976，第192頁.
185. ↑  Nivison 2010.
186. ↑  Gara 2000.

## 扩展阅读
- Boertlein, John. . Clerisy Press. 2010  [2021-12-28]. ISBN 978-1-57860-362-6. （原始内容存档于2022-06-18）.
- Allen, Felicity. . University of Missouri Press. 1999  [2021-12-28]. ISBN 978-0-8262-1219-1.
- Barlett, D. W. . Derby & Miller. 1852. OCLC 1742614.
- Brinkley, A.; Dyer, D. . Houghton Mifflin Company. 2004. ISBN 978-0-618-38273-6.
- Nichols, Roy Franklin. . University of Pennsylvania Press. 1931. OCLC 426247.
- Silbey, Joel H. . Wiley. 2014: 345–396  [2021-12-28]. ISBN 978-1-118-60929-3. （原始内容存档于2022-06-18）.
- Taylor, Michael J. C. . White House Studies. 2001, 1: 185–205.
- Hamilton, Neil. . 2010  [2021-12-28]. ISBN 978-1-4381-2751-4. （原始内容存档于2022-06-18）.
- Hawthorne, Nathaniel. . Ticknor, Reed and Fields. 1852  [2017-12-01]. OCLC 60713500. （原始内容存档于2017-12-01）.
- Nichols, Roy Franklin. . Columbia University Press. 1923  [2021-12-28]. ISBN 9780404512484. OCLC 2512393. （原始内容存档于2022-02-21）.